# ノコギリクワガタ
ノコギリクワガタ（漢字表記は「鋸鍬形」もしくは「鋸鍬形虫」、学名: Prosopocoilus inclinatus）は、コウチュウ目クワガタムシ科ノコギリクワガタ属に分類される昆虫の1種である。日本国内に広く分布するクワガタムシで、日本国外では朝鮮半島、中国の遼寧省に分布する。
日本に分布するクワガタムシの中では大型の種、および代表的な種と評されている。和名の由来は、オス成虫の大顎の内側に鋸のような歯が数多く並んでいることである。また学名の種小名 inclinatus は「曲がった」という意味であり、大型オス成虫の大顎の形に由来するものと思われる。低地から亜高山まで生息し、日本のクワガタムシの中でも広い分布域を持つ種であり、身近に生息するクワガタムシでもある。日本では採集・ペットとしての飼育の対象にもなっている。
複数の亜種に分類されるが（詳細は後述）、本項目では主に日本本土（北海道・本州・四国・九州）を中心に分布する名義タイプ亜種 Prosopocoilus inclinatus inclinatus (Motschulsky, 1857) を中心に解説する。

## 分布
名義タイプ亜種の場合、日本国内では北海道・本州・四国・九州、奥尻島、飛島、粟島、佐渡、初島、伊豆諸島（伊豆大島・利島）、隠岐諸島、瀬戸内海各島、対馬、壱岐、五島列島、甑島列島、種子島に分布する。なお北海道に分布するノコギリクワガタは、ノコギリクワガタ属の分布北限種とされる。
日本国外では朝鮮半島と済州島・鬱陵島、中国の遼寧省に分布する。

## 形態
名義タイプ亜種の場合、成虫の体長（大顎の先端から上翅端までの長さ）はオスで25.8 - 77.0 mm、メスで25.0 - 41.5 mm。野外における最大個体は、長崎県壱岐市で2011年7月に採取された77.0 mmのオス成虫である。むし社の調査によれば、飼育下ではオス成虫は最大体長76.8 mm、最小体長22.6 mmの個体がそれぞれ記録されている。またメスは飼育下で最大43.9 mmが記録されている。
体色は赤褐色から黒褐色で、光沢は鈍い。ただし、メスはオスに比べて前胸背板や上翅の光沢が強いとされる。オスは全体的に光沢が弱い一方、メスは若干の光沢を有するとする文献もある。またオスはメスに比べ、上翅の赤みが強いとする文献もある。このようなノコギリクワガタの暗色の体色について、小島啓史は体表に金属光沢を有するニジイロクワガタやルリクワガタ類とノコギリクワガタを比較して、ノコギリクワガタは最終氷期に氷河に覆われた地域に生息していたことから、氷期を乗り越えるために金属光沢を失い、熱線効率吸収の良い暗色の体色に進化した種であろう一方、ニジイロクワガタは外観が原始的であることも含めて、氷期を経験していない種であろうと考察している。触角の先端から3節目までは綿毛が生えており、4節目は横に尖って突出する。
以下のように、オスは幼虫期から前蛹期にかけては低温で育った個体の方が大型化しやすい傾向にあると評されている。

### オス
オスは頭部が発達しており、複眼の前方と後方が強く側方へ突き出し、複眼には細い縁取り（長さは複眼のほぼ半分に達する）がある。
頭部の前縁中央（頭楯手前、大顎の付け根付近）には上向きの平たい突起があり、台形に突出しており、その下方から頭楯が伸びている。頭楯は細長い舌状で、その先端は丸く前方斜め下方へ突出するが、対馬・朝鮮半島の個体はこの突起がやや細長く尖る。頭部の前縁縁はやや鋭角で、側頭部は眼より後方が眼と同じくらい突出している。
前脚の脛節は細長い。オスの前脚はメスに比べて非常に細長いが、これは大顎の形状および、それに起因すると思われる前脚を立て、先端に向かうほど低くなる大顎を高く持ち上げる特有の威嚇行動（後述）と関連しているものと思われる。中脚・後脚の脛節にはそれぞれ1本の棘があるが、後脛節の棘を欠く場合もある。中脚の脛節には大型のオスのみ、後脚の脛節には小型のオスのみそれぞれ棘を有するとする文献もある。

#### 大顎
オスの大顎は連続的な多型の変化が見られ、体が大型化するのに比例して大顎も長くなる傾向がある。ノコギリクワガタの大顎の長さと、前胸+上翅の長さは相対変異（体の特定の部分に対する他の部分の割合の変異）の関係にあり、前胸+上翅の長さに対する大顎の長さの平衡定数は3.66と強い優調を示している。小島は日本本土に分布するクワガタムシで、オスの大顎に段階的な変異が見られる種はノコギリクワガタのみであると述べている。
クワガタムシの場合、大型個体・中型個体・小型個体の大顎をそれぞれ大歯型・中歯型・小歯型、もしくは長歯型・両歯型・原歯型と呼称するが、本種は大きさの変化に伴う大顎の変化が顕著で、大歯型と小歯型を比較するとさながら別種のように見える。また大型個体の湾曲した大顎は牛の角のようであると形容され、その形状から大型個体を「水牛」と呼ぶ地方も多い。小歯型は「イトノコ」「コンパス」という通称でも呼ばれる。湾曲した大歯型の大顎より、直線的な小歯型の大顎の方が「ノコギリ」に似た形状であると評する声もある。
オスの大顎は大型個体の場合、牛の角のように中心で左右上方に張り出すように湾曲し、中心よりやや前方に大きな内歯を持つほか、内歯基部側に1本、前方に2 - 5個の小内歯がある。中型個体では大型個体と比べて大顎の湾曲が弱くなり、基部から先端にかけて鋸歯状に小さい内歯が並び、中央もしくは基部の近くにやや長い内歯が出現する場合が多い。小型個体は中型個体よりさらに大顎の湾曲が弱くなり、長さも短く直線的になる一方、基部から先端にかけて短い小内歯が鋸歯状に並ぶ。原名亜種の場合、オスは体長50 mm程度で大歯型になるが、北海道から本州では通常54 mm程度以上の個体が大歯型になる。内藤通孝は標本の調査結果から、体長45 - 50 mm、大顎の長さ18 - 19 mm程度が長歯型（大歯型）と原歯型（小歯型）の境界点であろうと述べている。大顎を除いた体長でみると34 mm以上で大歯型、32 mm以下で小歯型、その中間の大きさで中間型になるとする文献もある。また中間型を示す体長の範囲（32 mm超かつ34 mm未満）が狭いにもかかわらず中間型の個体数が割に多いのは、その型の体長がノコギリクワガタの体長の変異曲線の山にあるためであると考えられるという説もある。
このような歯型の変化は体長および前蛹期の温度に密接に関係しており、各型の中間サイズの場合、前蛹期に温度が低かった方が歯型が良くなる（大歯型寄りになる）傾向がある（後述）。ハル (2015) によれば、自然界では年中温暖な河川敷より、冷涼な山間部や高標高な里山に大型個体（大歯型）が多い。小島は大歯型（先歯型）の出現する環境温度について、23 - 27℃程度ではないかと述べている。小島は河畔林に生息するノコギリクワガタについて、生息場所が堤防域に限られる個体群は樹種や木の大きさを問わず大型個体はほとんど見られない一方、堤防内の河畔林以外にも周辺に林があり、かつ林冠が空を覆うようなクヌギ・コナラ・ハンノキ・ヤナギなどの大木が多くあるような環境では、冬季には林床地下の温度が16℃以下まで低下するような状態になっており、大型の大歯型個体が見られると述べている。
下に向かって湾曲する大歯型のオスの大顎の形状は、海外に生息する同属のクワガタムシと比べても異様と評されるが、小島はこのような形状の大顎を有する形態に進化した理由について、樹液をめぐって競合するカブトムシの巨大な円筒形の体を挟み上げて投げ飛ばせるような形に進化したという仮説を提唱している。また日本産クワガタムシの中でも寿命が短いとされるノコギリクワガタやミヤマクワガタの長大な大顎は、彼らが短い寿命の間に確実に子孫を残せるよう、カブトムシとの競合に打ち勝つために進化の過程で獲得したものであろうと考察している。名前の由来になった鋸歯のような大顎の内歯は、闘争時に闘争相手を大顎で挟み込んだ際、滑らかな相手の体を捕らえて離さないようにするために発達したものであると考えられている。
| 型の名称   | 特徴 | 体長                                                                              |
| ---------- | --- | --------------------------------------------------------------------------------- |
| 大歯型     | 中央よりやや基部寄りで強く内側に湾曲し、中央から先端側には直線部がある。 第2内歯（中央付近の内歯）と第3内歯（第2内歯より先端側）との間には、1 - 3本の小内歯がある。 | 北海道・本州では体長54 mm程度から見られる。                                       |
| 中歯型I型  | 大歯型に比べて大顎の湾曲は弱く、第1内歯（最も基部側の内歯）はより下方へ移動する。 第1内歯と第2内歯との間には鋸歯がないか、あっても痕跡的である。                    | 北海道・本州では体長50 - 55 mm程度で見られ、四国・九州では50 mm後半でも出現する。 |
| 中歯型II型 | 中歯型I型に比べてさらに湾曲が弱くなる。 第1内歯はさらに根本へ移動し、と第2内歯との間に鋸歯が現れる。                                                                | 体長45 - 52 mm程度の個体で多く見られるが、九州では50 mm台中盤でも見られる。       |
| 小歯型I型  | 大顎は直線的で、先端付近で内側に湾曲する。第1内歯以外の内歯はすべて鋸歯となる。                                                                                     | 体長45 mm以下で見られるが、九州では50 mm程度でも出現する。                        |
| 小歯型II型 | 大顎は直線的で平たく短い。鋸歯は小さく、一部では消失する。 |                                                                                   |

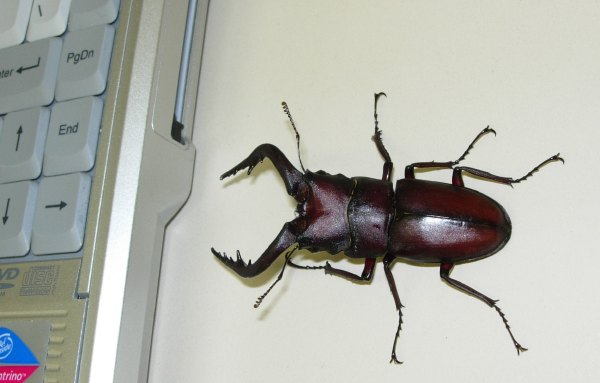
大歯型のオス
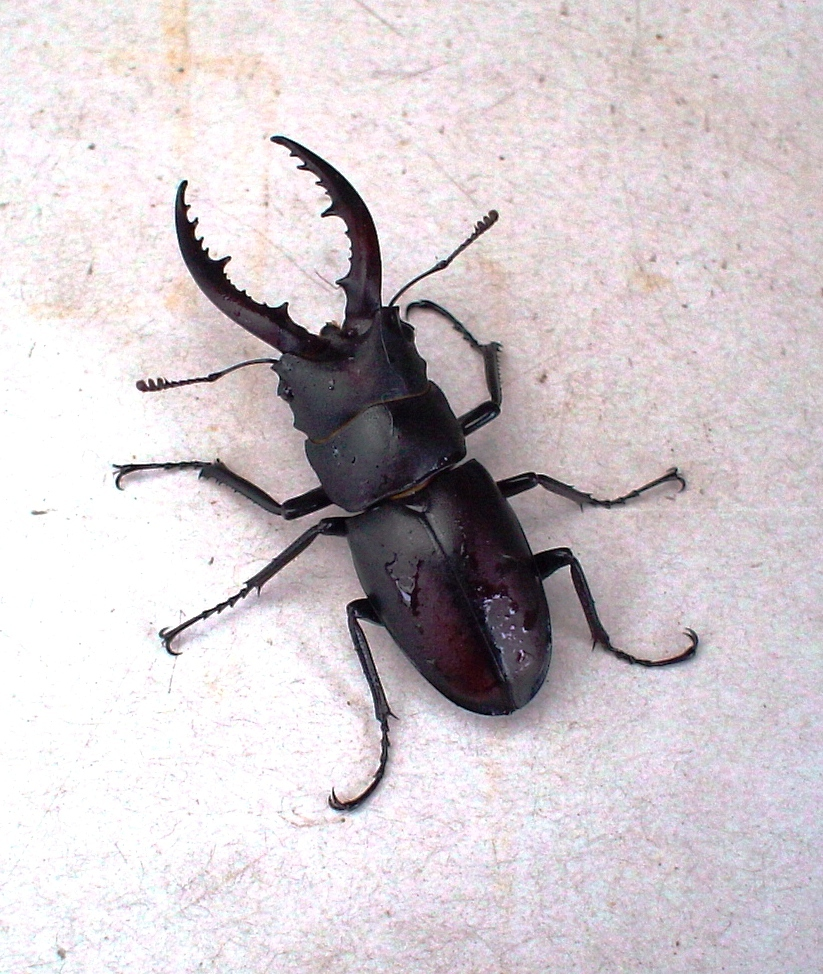
中歯型のオス
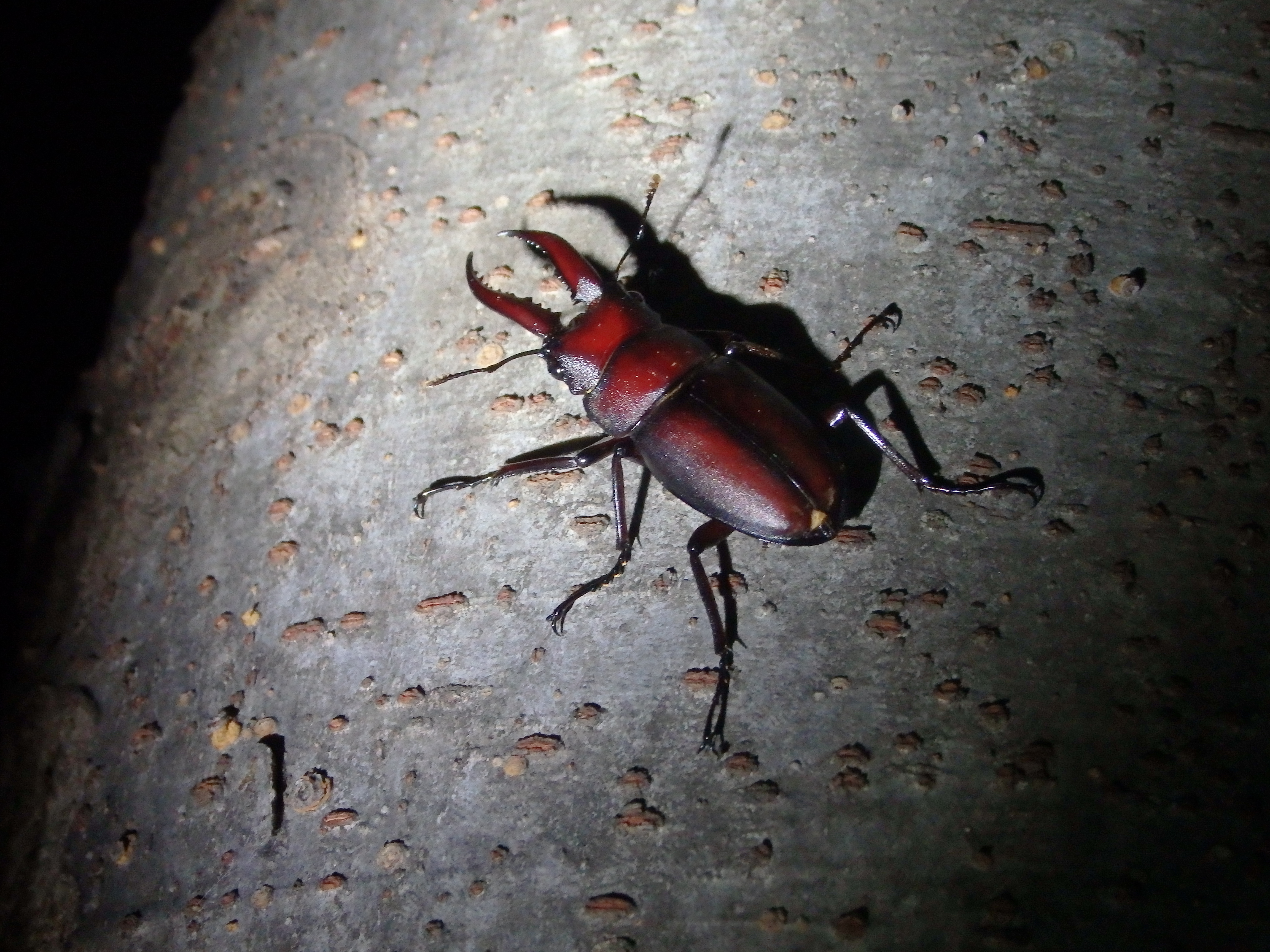
小歯型のオス
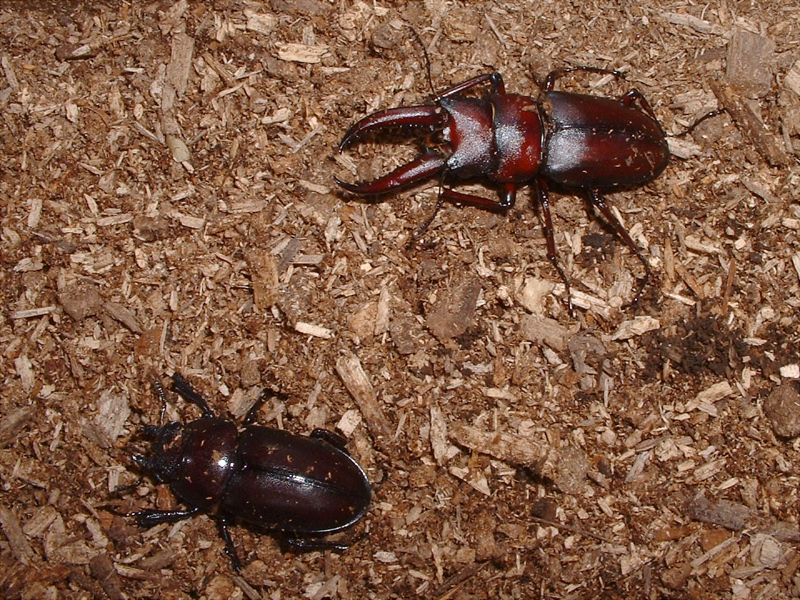
小歯型のオス(右上)とメス(左下)

#### 形態の地域性
ノコギリクワガタはメスの飛翔距離が長い（後述）ことから、分布地域に断続がほとんどなく、個体変異を含めた形態差は少ない。しかし全体的に、四国・九州や周辺離島の個体は大顎の湾曲が弱く細身な個体が多い一方、北方産地の個体は体が大きく大顎の小さい個体が多いことから、ハル (2015) は形態の地域性とそれぞれの産地の気温との関係を指摘している（後述）。
北海道や本州では体長70 mm超の個体は稀である。関東地方と近畿地方のサイズは大差ない。東北地方産の個体は他産地より小型化する傾向にあり、大顎の発達も悪く、体長70 mm以上の個体は極めて珍しいと思われる。また中部地方でも65 mm超の個体は少なく、69 mm以上の個体はあまり見られない。淡路島でも65 mm超の大型個体はあまり見られないという。
伊豆大島産の個体は体型が太くなる傾向にあり、また大顎も太短く、中型・小型個体では先端の湾曲が強くなる傾向にある。伊豆大島では本州より大型個体の出現率が高く、本州では稀な体長70 mm超の個体も比較的多く、最大で74 mm超の個体が得られているという。またメスに関しても、体長40 mmに達する成虫が比較的多く見られる。一方で利島産の個体群は伊豆大島産とほぼ同じような体型ながらやや細身であり、70 mm超の個体は見られず、65 mm超のサイズも稀であるという。阿達直樹によれば、伊豆諸島にはクワガタムシの競合相手となるカブトムシが分布しないことから、伊豆諸島のクワガタムシは大顎を発達させる必要がなく、頭部が小さい傾向にあるが、伊豆大島のノコギリクワガタは例外的に本州の個体群より大型化する傾向にあり、阿達はその要因として遺伝子に起因する説（突然変異で大型化したか、大型の遺伝子を持つ個体が島に侵入して繁殖した）と、幼虫の食性（後述）に起因する説を唱えている。
北海道産の場合、70 mm級の個体の出現率は本州と大差ない。四国・九州産の個体群は北海道・本州産と比較して大顎の湾曲がやや弱く、長い傾向にある。四国産や瀬戸内海島嶼部に分布する個体群の場合、本州産よりやや大顎や体型が細長い傾向が見られる。九州産の個体群はそれらよりさらに細身で大顎も長くなる傾向にあり、70 mm以上の個体の出現率は北海道・本州より遥かに高いといい、宮崎県では本土産の野生個体としては最大となる76 mmの大型個体が確認されている。特に壱岐の個体群はそのような特徴が顕著で、体も大型化する傾向にあるため、65 mm以上の個体が普通に見られ、本土に比べれば70 mm以上の個体も遥かに多い一方、他の産地では大歯型になるようなサイズ（体長57.0 mm）でも中歯型にとどまる場合もある。五島列島や平戸島、長崎県西海市の肥前大島・寺島では形態的には九州本土とほとんど変わらず、大顎は細身の傾向があるものの、地域変異と呼べるほど著しい変異はない。
対馬では体長60 mm超の大型個体はあまり得られず、九州本土の個体群より、同じく大型個体が少ないとされる朝鮮半島の個体群に近い系統にあると考えられている。甑島列島では個体数は少ないが、大歯型はあまり見られず、65 mm超の個体は非常に大型の部類とされる。

### メス

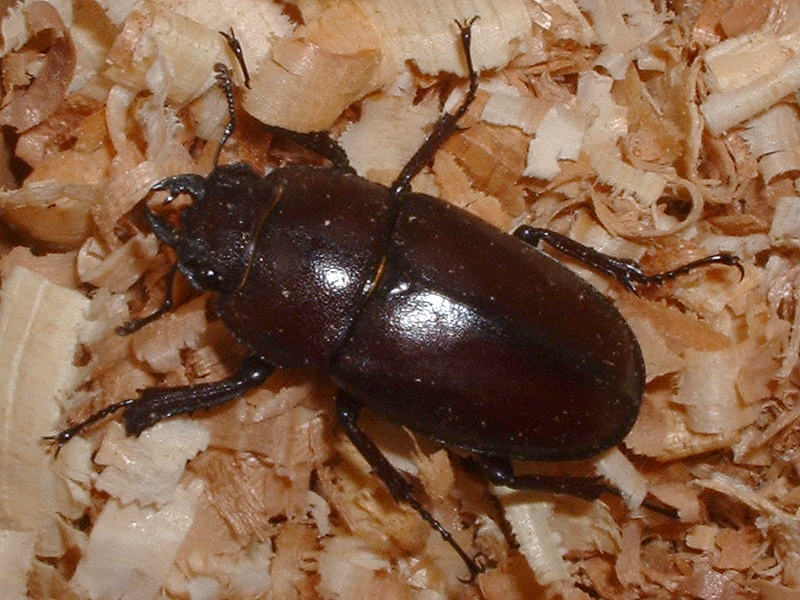
メス

メスの体は背面から見るとラグビーボールのような体型で、厚くて丸みがある。メスの大顎はオスに比べて遥かに小さいが、産卵のために朽木に穴を開けやすい構造になっている。大顎は細く、先端部が強く尖るほか、1本の小さな内歯がある。メスの頭楯は台形で、その先端はややくぼみ、複眼の縁取りは複眼の前半部を覆い、後端が側方に張り出している。前胸背板は前角が丸く、上翅には大きな点刻が密にある。前胸背板の側縁は細く縁付けられており、後方に向かって広がるように曲がるが、前方1/3付近ではやや直線的である。側縁角は角ばっており、突出した小歯を有する場合もあるが、後方や後角は丸い。土屋利行 (2007) はノコギリクワガタのメスをミヤマクワガタのメスと判別できない者もいると述べているが、脚は全体的に赤く、またミヤマクワガタと異なり体の裏に黄色い毛が生えていない点で区別できる。また、前脚の付け根は竜骨状に高まる。
前脚の脛節はオスと比べると非常に太短い形状で、先端が幅広く、その外縁に先の丸い三角形の外歯が並んでいる。このようなメスの前脚の形状は土かきのためと考えられている。またオスと同じく、中・後脚の脛節には各1本の棘がある。

### 雌雄モザイク
ノコギリクワガタは雌雄モザイクの個体が複数確認されている。雌雄モザイクは数百万頭に1頭の割合で出現すると言われており、クワガタムシの雌雄モザイク個体の場合、体の左右で雌雄に分かれる個体や、雌雄の特徴が混在する個体は知られているが、体の前後が雌雄別々に分かれたノコギリクワガタのモザイク個体は珍しいという。
2012年に茨城県牛久市で採取された雌雄モザイク個体は、頭部にオス、胸部と腹部にメスの特徴を有していた。同個体の体長はオス側が52.4 mmであった。また体の前後で分かれている上、頭部も左半分がオス、右半分がメスにそれぞれ分かれているという個体も確認されている。オスとメスがほぼ完全に二分する個体は稀で、そのような個体は交尾器形態も完全に二分していることが多い。雌雄モザイクもしくは奇形で左右の大顎の長さが異なる場合、背面から見て左側の大顎の方が右側より発達が良い（雌雄モザイクの場合は左側がオス、右側がメスになる）場合が多い。

## 生態

### 生息環境
ノコギリクワガタは、主に平地から低山地にかけての雑木林や、河川敷のヤナギ河畔林に生息する。日本本土に分布する原名亜種の場合、生息する標高域は0 - 1,400 mにわたる。珍しい記録として、2003年10月24日にJR海峡線の竜飛海底駅下り線ホーム（標高海面下135 m）で採取されたメス成虫の例があり、おそらくクワガタムシとしては日本で最低標高地点で採取された記録と思われる。山口進はノコギリクワガタの個体数が多い理由について、様々な環境に適応できること、飛翔力が強く生息場所を容易に移動できること、幼虫が小さな朽木や腐葉土でも生育できることを挙げている。
原生林にも見られるが、本来は人間の農業・林業活動のため伐採が繰り返されて生じた里山の二次林・薪炭林に多く、大人の腕から脚程度の太さのクヌギ・コナラを好む。また山地ではあまり太くない若い木が多く、樹幹にコウモリガの食痕が多数付着しているような林に多い。小島啓史はノコギリクワガタやカブトムシが好むような、蛋白質と糖分が豊富に含まれたクヌギ・コナラの樹液について、主にボクトウガの幼虫が樹木の水管・師管に近い樹皮直下を食い荒らすことによって樹皮から滲み出ていると述べている。都市近郊の小規模な林にも生息している種である。

### 発生時期・時間帯
原名亜種の場合、成虫は5月下旬から10月上旬に出現し、梅雨の最中から7月下旬までが発生のピークとなる（後述）。ただし、産地によっては9月上旬でも普通に見られる。基本的には夜行性だが、昼間も樹液につく姿がよく見られる。日差しが強い真夏の昼でも、ある程度の木陰があれば活発に活動している。夜行性が強く、昼間は樹上の葉陰や木の根元に潜んでいることが多いとする文献もある。森上信夫は、ノコギリクワガタは東日本では主に夜行性であるが、西日本では東日本に比べて日中の活動性が高いと述べ、その理由については西日本には同じ夜行性であるヒラタクワガタの個体数が多いため、競合を避けるためであろうと評している。
自然界では、寿命は活動を開始してから1 - 3か月程度、もしくは2 - 3か月程度と短い。野外では一度活動を開始した成虫は越冬することなく、活動を終えた成虫は通常、10月ごろまでに死亡する。死因は夏の盛りを過ぎたころから、食物となる樹液が枯れ始めることによる飢餓とされ、飼育下では長生きする場合もある。飼育下では冬季に暖房が入らなかったり気温が低下したりする環境（屋外など）で長期間生存した事例として、7月上旬に採集したメス成虫が11月から冬眠状態に入り、翌年の7月上旬まで約1年間生存した事例や、7月上旬に採集したオス成虫が翌年の7月下旬まで375日間生存した事例、7月下旬に採集し、産卵を経験したメス成虫が10月中旬から休眠状態に入り、翌年の4月中旬から活動を開始して5月末まで生存した事例が報告されている。小松貴は飼育下でノコギリクワガタが長生きすることがある要因として、飼育下では天敵に襲われることがないこと、温度管理や高栄養な昆虫ゼリーなど良質な餌の供給を受けられること、また繁殖させないと体力の消耗を免れることができることなどを挙げている。
かつてはノコギリクワガタの寿命は夏の間のみとされていたが、後年の研究により、活動開始前年の秋に新成虫が羽化して地下で越冬している（後述）ことが判明した。小島は成虫が活動を開始してからの寿命が短いノコギリクワガタやミヤマクワガタについて、羽化後の生涯寿命は約1年間であるが、彼らは晩夏から秋にかけて羽化するため、翌年の初夏まで蛹室内で越冬し、結果的に寿命の大半を蛹室内で過ごしているため、繁殖のために活動できる期間は初夏から晩夏までの3か月程度になっていると考察し、それが好戦的な性格や生存戦略（後述）などにも影響しているのだろうと考察している。

### 摂食活動
成虫は昼夜ともに活動し、広葉樹の樹液を食する。口はブラシ状になっており、酵母によって甘酸っぱく発酵した樹液を舐め取るように食する。
樹液を利用する樹種は、平地ではクヌギ・アベマキ・コナラ、ナラガシワ、カワヤナギ、カエデ、ハンノキ、ニレなど、高地ではヤナギ類やミズナラ、山地ではヤシャブシ、ヒメヤシャブシ、タチヤナギ、ドロヤナギ、ヤマハンノキ、イタヤカエデなどが知られている。河畔林や山地ではオニグルミ、暖地ではオオバヤシャブシ Alnus sieboldiana、アカメガシワ、ミカン類の樹液にも集まる。果実トラップにもよく集まり、飼育下では市販の昆虫ゼリーやリンゴなどを食べる。
岡島秀治により、ヤナギの細枝に多数のノコギリクワガタが集まって樹皮に傷をつけ、樹液を舐めている姿が何度か観察されている。また川田一之はヒメオオクワガタが好むようなヤナギの細枝に多数のノコギリクワガタやアカアシクワガタが飛来し、メスが枝を後食している姿を観察している。
土屋利行 (2015) によれば、活動時間のピークは日没直後から21時ごろと、明け方近くの2回ある。道路沿いの灯火に飛来した個体は車に轢かれて死ぬことも珍しくないが、その事故死した個体の体液を別の個体が吸いにやって来る場合がある。

### 飛翔
ノコギリクワガタは活発に飛翔する傾向があり、夜間は灯火によく飛来する。
小型個体ほど体の大きさに占める翅の大きさの割合が大きくなるため、小型個体の方が大型個体より飛翔力は高いと考えられている（後述）。小島によれば、ノコギリクワガタを外から白熱電球で暖めると、サイズに関わらず体表温度が30℃に達すると翅を広げて飛翔するが、体長30 mm台の原歯型の個体は15秒で飛翔した一方、体長65 mmの大型のオスは翅を広げるまでに95秒を要し、すぐには飛翔できず、大型のオスは最終的に飛び立つまで2分近くかかる個体が多かったという。一方でメスは大型・小型個体とも30秒から1分で飛翔に至ったという。
メスの飛翔距離は数キロメートル (km) から十数キロメートルと長く、それが分布地域ごとの形態差の少なさの要因となっている（前述）。

### 種間競争
ノコギリクワガタは同じニッチを占める競合他種と比べて、オス成虫の戦闘能力が遥かに高い。ノコギリクワガタは活動可能な気温帯ならば昼夜を問わず活動し、また樹液を巡る争いでは排他的に同種または他種を追い払うため、同じように幼虫が地下の埋没木や切り株で育つことの多いヒラタクワガタと生息環境が重複する場合でも、ノコギリクワガタが優勢種となる場合が多い。
ノコギリクワガタはカブトムシやミヤマクワガタと同じく、木の表面から樹液が出ている部位を餌場にするため、この3種は互いにニッチを奪い合う格好となる。一方でヒラタクワガタ、コクワガタ、スジクワガタなどは樹木の表面ではなく、樹皮の裏側や樹洞などに潜り込んでその中で樹液を吸汁することが多いため、その点ではノコギリクワガタなどとは棲み分けている格好になる。

#### ミヤマクワガタとの混生
関東地方ではノコギリクワガタの方がミヤマクワガタより個体数が多い一方、関西では住宅地に近い山や雑木林でもミヤマクワガタが優勢な場合が多く、実際に本郷儀人によれば、京都市内の雑木林ではミヤマクワガタが最も身近なクワガタムシだった。永幡嘉之はノコギリクワガタについて、東日本では平地から山地まで普通に見られるが、西日本ではやや山地性の種であり、その一方で東日本では平地では見られないミヤマクワガタが西日本では平地でも普通に見られ、ノコギリクワガタ以上の普通種になっていると述べている。しかし京都市内でも2012年時点ではミヤマクワガタが減少している一方、それまで個体数の少なかったノコギリクワガタが増加しているという。本郷はその理由の一つとして、ノコギリクワガタはミヤマクワガタ相手ならば相手に多少体格面で劣っていても優位に戦えること（後述）を踏まえ、何らかの理由でミヤマクワガタの生息域に入り込むようになったノコギリクワガタが餌場を占拠するようになり、その結果ミヤマクワガタは交尾の機会を失って個体数が減少、関西でもノコギリクワガタが優占するようになったという仮説を立てている。
例として、東京都ではノコギリクワガタはコクワガタとともに平地でも観察されているが、ミヤマクワガタは奥多摩町など都西部の山間部に多く、都内では温暖化や樹木の伐採などで生息域が縮小傾向にある。愛知県名古屋市内ではノコギリクワガタは都心部の公園から東部丘陵地にかけて見られるが、ミヤマクワガタは市内では観察されていない。一方で佐賀県の筑後川流域平野部では、ノコギリクワガタとミヤマクワガタが両種とも生息している。
ノコギリクワガタとミヤマクワガタが混生する日当たりの良い山間部では、気温の高い昼間は乾燥や暑さに比較的強いノコギリクワガタが活動し、それらに弱いミヤマクワガタは休息している一方、冷え込む夜間はミヤマクワガタが活発に活動していたという複数の観察例がある。2014年時点では温暖化の影響により、ミヤマクワガタが西日本の平野部などで減少している一方、それまでミヤマクワガタの生息地だった場所にノコギリクワガタが進出している可能性が指摘されている。

### 闘争
ノコギリクワガタのオス成虫は好戦的で、大顎および頭部に接触刺激を受けると相手を大顎で挟もうとする。ノコギリクワガタはアマミノコギリクワガタやヒラタクワガタ、ミヤマクワガタとともに、日本産の大型のクワガタムシの中で積極的に闘争を行う種であると評されている。
オスたちは食物である樹液や、樹液にやってきたメスをめぐって激しい闘争を繰り広げ、時には大顎が折れる場合もある。樹液などの餌場はクワガタムシにとって、摂食活動だけでなく繁殖という面でも重要な場所である（後述）ため、オスは餌場に来るメスを確保して安全に交尾するため、同じ餌場で遭遇した他のオスなどを排除するために闘争を行う。小島はノコギリクワガタやミヤマクワガタについて、短い寿命の間に子孫を残すため、オオクワガタ（長寿かつ温和な性格で、無闇な争いを好まない）とは対照的に好戦的な性格と、カブトムシに対抗しうる長大な大顎（前述）、そして盛夏に出現するカブトムシより早く出現して短期間で交尾を済ませるという生存戦略を身につけたのだろうと考察している。
オスは相手を威嚇する際、細長い前脚を立てて大顎を上に持ち上げるが、このような威嚇の姿勢を取るのは、大型になるにつれて大顎が下方に湾曲する、つまり大顎は先端に向かうにつれて高さが低くなるためであると考えられており、またオスの前脚がメスに比べて非常に長い要因も、この威嚇行動に関連していると考えられている。カブトムシやクワガタムシによる闘争の場合、ノコギリクワガタとミヤマクワガタの戦い（後述）という例外はあるが、基本的には同種間でも異種間でも体や角・大顎の大きい個体の方が戦闘面では有利になる傾向がある。これはクワガタムシ同士の闘争の場合、体が大きい個体ほど大顎も長大化して力も強くなるためである。またクワガタムシに限らず、多くの動物にとっては餌やメスを巡るオス同士の闘争は死傷に至るリスクがあるため、オスたちは無用なリスクを避けるため、闘争の前に対戦相手の大きさを確かめ、勝ち目がない場合は闘争を避けたり、一度闘争に敗れた個体は一定期間闘争を避けたりする。ノコギリクワガタのオスたちも本格的な闘争に至る前に、まず互いの大顎の広げ幅から対戦相手の体の大きさを推測し、お互いの力関係を調べる「ディスプレイ行動」と呼ばれる行動を取り、無駄な争いを避けていると考えられるが、闘争に不向きな小型個体が大型個体に自ら攻撃を仕掛けに行って返り討ちに遭う姿も観察されている。最初の威嚇行動の後、オスは大顎を可能な限り広げて高く構えたまま、相手に向かって突進し、大顎を何回か振り回したり軽く閉じたりして威嚇するが、戦意がないオスはこの時点で大顎を閉じて引き下がる。互いに引き下がらなかった場合は戦闘が始まり、互いに押し合いながら相手よりも大顎を高く持ち上げ、相手を背中側から挟もうとするが、大歯型の大顎はこの時、相手の頭部か胸部を背中側から挟み込み、バックドロップの要領で投げ飛ばすことに向いた形になっている。またオスは戦闘中、わずかな振動や相手の動きにも敏感に反応できるように触角を大きく張り、大顎を高く掲げた状態で6本の脚を踏ん張りながら、刺激を受けた方向へ素早く向き直るという戦い方を取る。一方で中歯型や小歯型のオスが大歯型のオスと戦う場合、相手に背中側から挟み込まれる前に相手の脚を大顎で挟んで反撃する場合があり、時にはそのまま相手の脚を切断してしまうこともある。
また鈴木良芽が同一個体のノコギリクワガタのオス同士を時間を開けずに連続で戦わせるという昆虫相撲の形を利用した実験を行ったところ、1回目の戦いで勝利した個体は2回目も闘争行動を示した一方、1回目で敗北した個体（特に闘技場から排除された後に鈴木がピンセットで刺激を与えたところ、逃げるような反応を示した個体＝戦意を喪失した個体）はほとんどの場合、2回目の闘争を避ける行動を示したという結果が出たことから、鈴木はノコギリクワガタは闘争に敗北すると連続した闘争を避けるようになる傾向があると評している。また大型個体と小型個体でも、一度心理的に敗北してから再び戦えるように回復するまでの時間（大型個体は平均2.75時間、小型個体は2.73時間）には有意な差は見られず、むしろ中型個体は闘争心を回復するまでの時間が大型個体や小型個体に比べて短い（平均1.38時間）という結果が出たという。鈴木はこれらの結果を踏まえ、ノコギリクワガタのオスたちの生存戦略について以下のような仮説を立てている。
- 小型個体 - 体の大きさに比して翅の割合が大きく、飛翔力に優れる（前述）ため、敗北後に長距離移動を行って自分より強い個体のいない場所を探す。
- 中型個体 - 大型個体には勝てないが小型個体には勝てるという力関係から、頻繁に闘争に挑戦することで餌場やメスを確保する機会を得ようとしている。また小型個体ほどではないが、大型個体よりは飛翔力に優れるため、大型個体の多い場所から離れて自分でも勝てそうな小型個体の縄張りまで移動するという戦術を取っている可能性もある。
- 大型個体 - 小型個体より戦闘力では優れているため、敗北した場所から少し離れた場所に留まり、次の戦いに備えるなどの戦術を取っている。

体が小さくて弱いオスでも、大型のオスより早い時間に樹液に来訪してメスを見つけたり、大型のオス同士が争っている隙にメスを見つけたりすることができるため、小型のオスが必ずしも繁殖に不利になるというわけではない。このように小型のオスが大型のオスたちを出し抜いてメスと交尾する戦術を「スニーカー戦術」（こそどろ戦術）と呼ぶ。また弱いオスが強いオスの縄張りの近くで待機し、強いオスに引き寄せられてきたメスと交尾する「サテライト戦術」を取るクワガタムシの種も知られている。
ノコギリクワガタのオスは自身の大顎を、クワガタムシやカブトムシとの闘争だけでなく、カナブンなど他の昆虫を投げ飛ばして縄張りから追い払う際に用いる場合もある。人工繁殖（後述）する場合、オスとメスを同じ飼育ケースに入れているとオスがメスを殺してしまう場合がある。

#### 対カブトムシ
ノコギリクワガタは闘争面では、対カブトムシという面ではほとんど不利である。自然界では、ノコギリクワガタやミヤマクワガタがカブトムシと遭遇した場合はクワガタムシが逃げて闘争にまで至らない場合が多く、仮に闘争に至ったとしてもほとんどの場合はカブトムシの勝利で終わる。これは多くの場合、カブトムシの方がクワガタムシより体格で優れていることに加え、クワガタムシは興奮すると体を起こし、大顎を振りかざして威嚇の体勢を取るが、カブトムシは相手の体の下に頭角を差し込んで掬い投げる戦法を取るため、その角が相手のクワガタムシの大顎より長い場合は、威嚇の姿勢を取るクワガタムシの体の下にカブトムシが角を差し込みやすくなり、カブトムシが勝利する場合が多いためである。このため、野外ではクワガタムシはカブトムシとの闘争を回避する場合が多い。ただし自然界でも、ノコギリクワガタがカブトムシを投げ飛ばして勝利した事例は記録されている。
本州に広く分布するクワガタムシであるノコギリクワガタとミヤマクワガタは、樹液に集まる昆虫で最強とされるカブトムシとの遭遇を避けるため、カブトムシの活動時期の前後に出現しているという報告もある。小島によればカブトムシが毎年多産する地方では、カブトムシが大量発生する約1か月以上前にノコギリクワガタの発生がピークを迎え、またノコギリクワガタは主に昼間に活動することで、主に夜間に活動しているカブトムシと時間帯で棲み分けているという。

#### 対ミヤマクワガタ
一方、ノコギリクワガタはミヤマクワガタ相手の場合は仮に相手の方が体格が良くても有利に戦うことができる。山口進はノコギリクワガタの闘争は相手を投げ飛ばすこと、ミヤマクワガタの闘争は相手を強く咬むことがそれぞれ勝利条件であると述べている。ノコギリクワガタとミヤマクワガタそれぞれの長歯型同士が闘争に至った場合、ミヤマクワガタはノコギリクワガタ相手に大顎で強く噛みつくが、ノコギリクワガタはミヤマクワガタの大顎を何度も持ち上げることで巧みに外し、投げ飛ばしで勝利することができる。
本郷が2年間をかけて採取したノコギリクワガタ70個体とミヤマクワガタ32個体を用い、餌台付きの止まり木を入れた飼育ケース内で人為的に闘争させる実験を行ったところ、ノコギリクワガタ同士の闘争は93回、ミヤマクワガタ同士の闘争は69回、異なる両種間での闘争は119回発生したが、79勝40敗でノコギリクワガタが優勢という結果が出た。このうち、体格の大きい方が勝利した事例は70回（ミヤマクワガタ39勝、ノコギリクワガタ31勝）、小さい方が勝利した事例は49回（ミヤマクワガタ1勝、ノコギリクワガタ48勝）で、2個体の体格差が大きいほど体格の大きい個体の方がより有利になる一方、仮にミヤマクワガタの方が体格が大きくても、ノコギリクワガタが勝利する可能性も十分にあるという結果が出た。大顎を含む全長という観点ではミヤマクワガタは43 - 79 mm、ノコギリクワガタは33 - 74 mmと、わずかにミヤマクワガタの方が有利であり、実際に本郷が取った統計（ノコギリクワガタ105頭、ミヤマクワガタ103頭）によれば、大顎を除いた体の長さではノコギリクワガタ（平均38.06 mm）よりミヤマクワガタ（同40.46 mm）の方が優勢ではある。しかし大顎の長さという点では湾曲する大顎を持つノコギリクワガタ（平均26.51 mm）の方がミヤマクワガタ（同22.56 mm）より優勢で、大顎の広げ幅ではノコギリクワガタが28.48 mm、ミヤマクワガタは28.20 mmとほぼ互角であり、2種間で体格がほぼ同等の場合はより大顎の長いノコギリクワガタが優勢になると考えられる。
またミヤマクワガタは同種間・異種間どちらの闘争でもほとんど「上手投げ」（相手を背中側から大顎で挟み込んで投げ飛ばす戦法）で勝利している一方、ノコギリクワガタは同種間闘争では「上手投げ」による勝利が半数を占めるものの、対ミヤマクワガタの場合は全体の3分の2の割合で、相手を腹側から大顎で挟み込んで投げ飛ばす「下手投げ」の戦法、すなわちカブトムシの角の使い方に近い戦法で勝利を決めていた。このような戦法の違いは、ノコギリクワガタとミヤマクワガタそれぞれの大顎の使い方の違いに由来するもので、本郷が顎を広げている状態のクワガタの大顎と頭部を割り箸で刺激してみる実験を行ったところ、ノコギリクワガタは体の上下どちら側から刺激を受けた場合でもすぐに大顎で挟み込もうと反応してきたが、ミヤマクワガタは体の上側から刺激を受けた場合、大顎を広げたまま上体を反らして威嚇の態勢を取るばかりで挟み込もうとはしてこなかった。つまりノコギリクワガタは上下どちらからの刺激にも対応できる一方、ミヤマクワガタは上からの刺激には対応できないため、「下手投げ」の戦法を取ることができないのである。ミヤマクワガタはノコギリクワガタに遭遇すると大きな体格を活かし、相手を上から押さえ込むような形で挟もうとするが、ノコギリクワガタは上からも下からも相手を挟み込むことができるため、仮にミヤマクワガタの方が大柄でも相手を腹側から挟み込んで「下手投げ」を狙うことができる。

### 生態の地域性

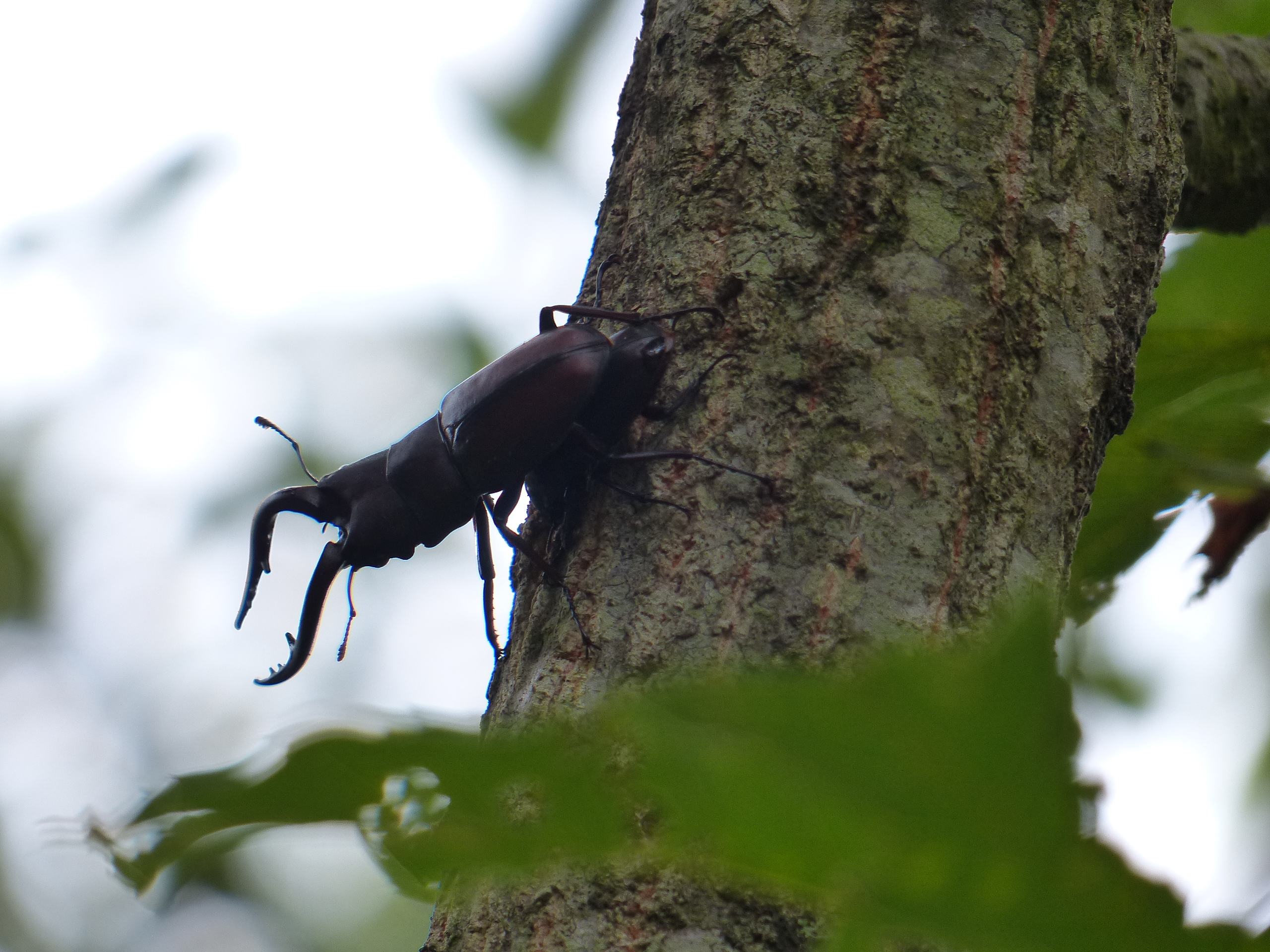
撮影地：北海道

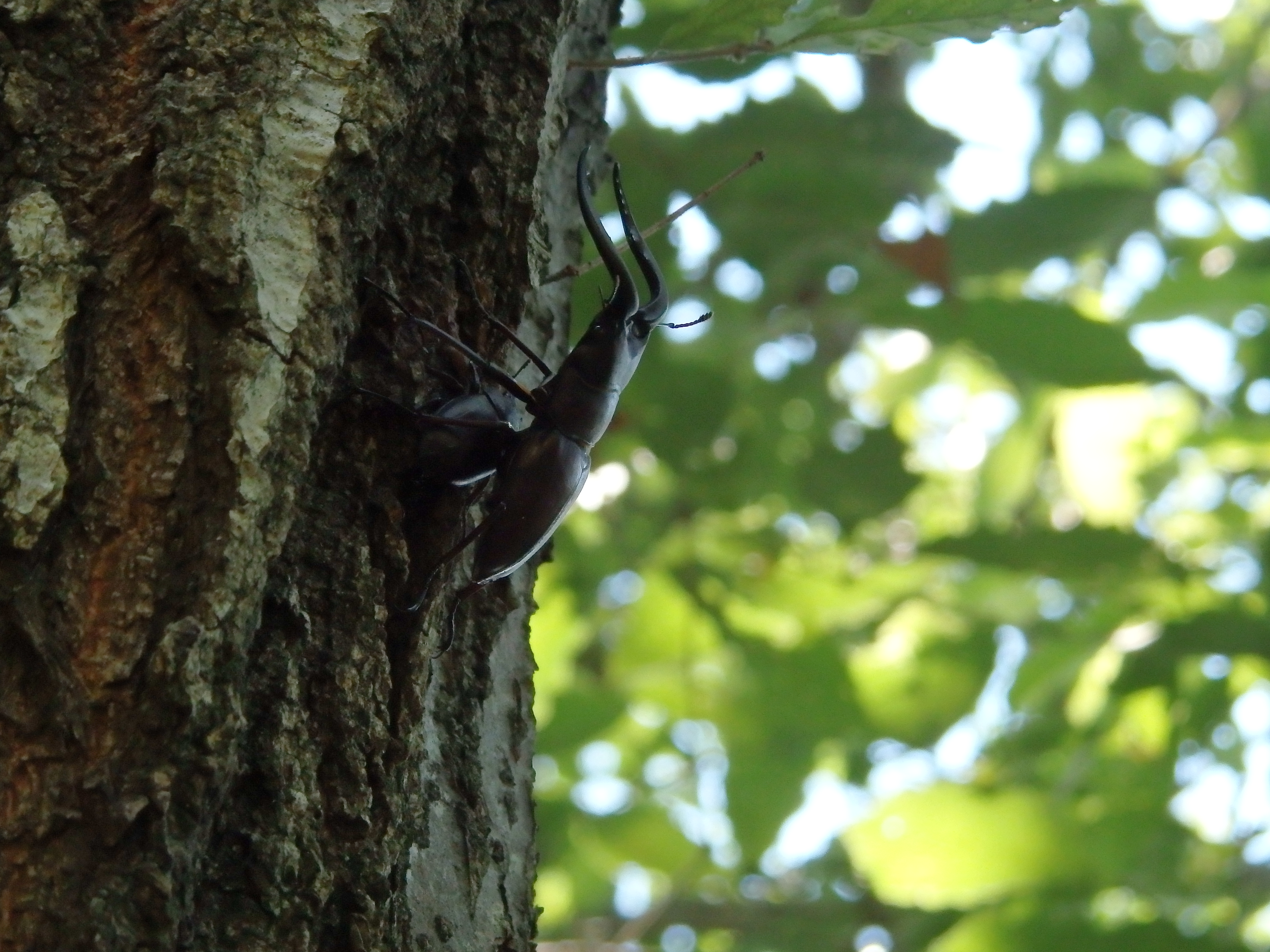
撮影地：埼玉県秩父

以下は日本本土に分布する原名亜種に関しての解説である。島嶼部に分布する各亜種については後述の「亜種」節を参照されたい。
北海道ではミヤマクワガタよりやや遅れて発生し、灯火への飛来は6月下旬から7月上旬がピークとなる。北海道にはクヌギがほとんどないため、ヤナギ、ミズナラ、ハルニレなどの樹液に多い。北海道の道東や道北では個体数が少ないものと思われる。
東北地方では6月下旬から発生し、7月中旬にピークを迎える。東北地方ではミズナラや河川敷のヤナギの樹液に多く、関東地方以西では雑木林のクヌギやコナラ（関西ではアベマキにも）、河川敷のヤナギの樹液に多い。関東以西では6月から発生し、7月の上旬から中旬にかけて発生のピークを迎えるが、8月に入るとカブトムシが本格的に発生し、樹液で見られるノコギリクワガタの姿は減る。関東地方では林が残っていれば都市部にも生息しているが、東京都市部では個体数が減少傾向にあることが指摘されている（後述）。槇原寛・星元規は、茨城県つくば市の森林総合研究所（筑波研究学園都市）では、本種は6月下旬から7月上旬にかけては大型のオスばかりが見られるが、7月中旬から8月にかけてはメスや小型のオスが見られると述べている。このように大型個体が野外で早期に出現する理由としては、大型のオス成虫は羽化直後に蛹室を出るためであるという仮説や、メスや小型オスは羽化したその年に活動を開始する個体もいる一方、大型のオスは羽化時期が遅いことから羽化した年は活動しないまま越冬し、その翌年から活動を開始するためであるという仮説を提唱している。中部地方ではどの地域でも普通種で、佐渡島でも個体数は少なくない。淡路島や隠岐諸島でも普通種である。
九州ではクヌギ・クリ・タブ・ヤナギなどに多く、稀にイチョウにもいるという。壱岐では個体数が非常に多いが、対馬では個体数は少ない。対馬・壱岐では7月中旬から8月上旬にかけて発生のピークを迎え、クヌギ・コナラ・タブの樹液や灯火に集まる。甑島列島では7月の中旬から下旬にかけて発生のピークを迎えるが、下甑島ではコクワガタやヒラタクワガタが優勢種であり、上甑島も含めてノコギリクワガタの個体数は少ないとされる。
伊豆諸島にはクヌギはほとんど生えていないため、オオバヤシャブシ、カラスザンショウ、タブ、アカメガシワなどの樹液に集まる。山崎昭彦によれば、オオバヤシャブシの若木が密生している場所に多いが、三宅島と同じく噴火のタイミングと個体数の変動が関係している可能性があるという。伊豆大島では6月から11月にかけて発生するが、発生のピークは他地域より遅く、8月中旬から下旬にかけてである。伊豆大島では個体数が非常に多く、ヤシャブシの成木の樹液によく見られ、7月から10月中旬まで昼間に普通に見つけられるほか、都道沿いの水銀灯などの灯火にも多く飛来する。伊豆大島ではノコギリクワガタ以外にミヤマクワガタ・コクワガタ・ヒラタクワガタといったクワガタムシも生息しているが、ノコギリクワガタが優勢種となっているようである。利島ではオオバヤシャブシやカラスザンショウの樹液によく集まるが、バナナトラップにはあまり集まらない。

### 繁殖活動

#### 交尾

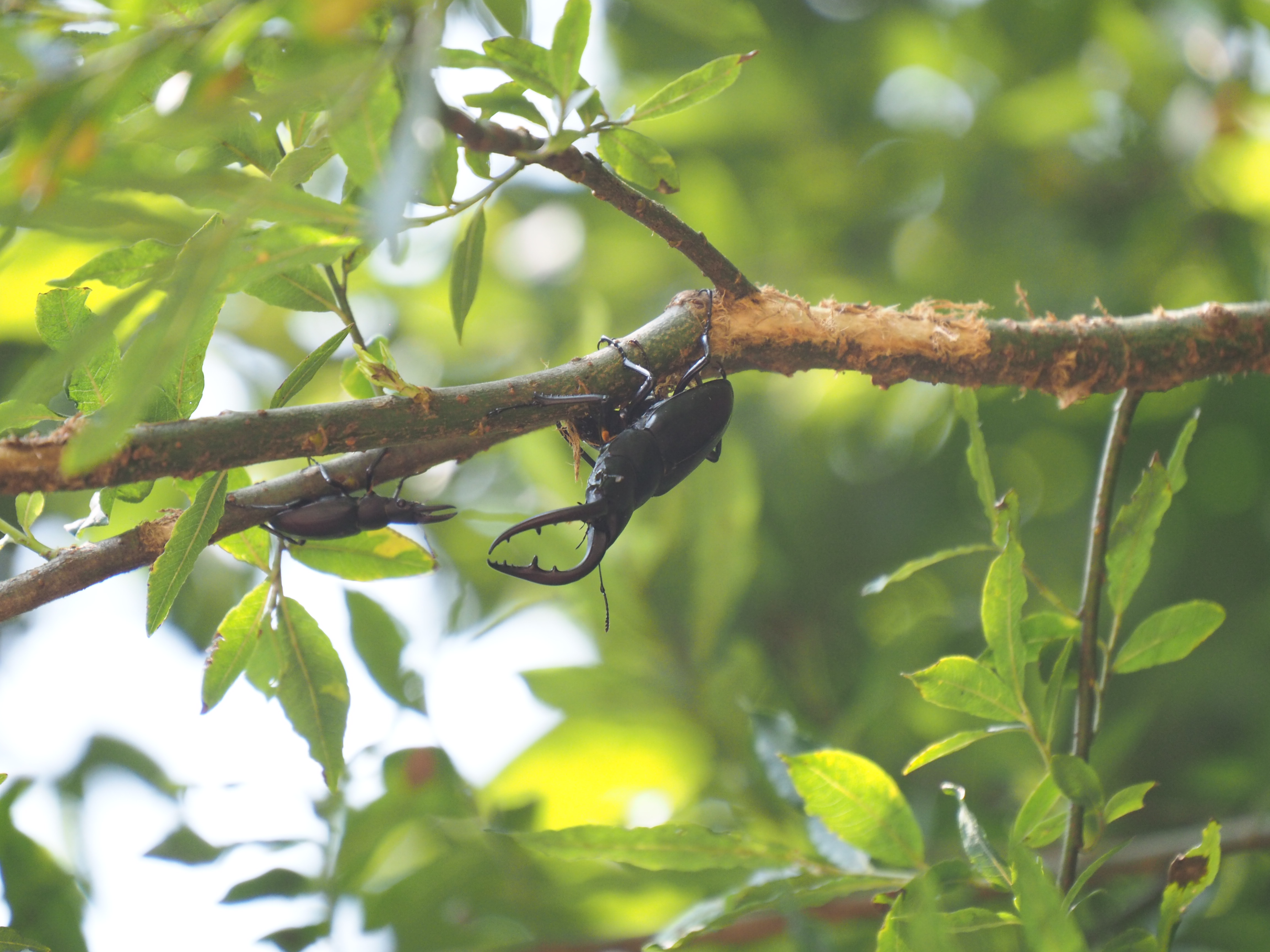
ヤナギの細枝を齧り樹液を得ようとするノコギリクワガタの雌雄

ノコギリクワガタの交尾は、樹液が出ている樹幹や枝の上で行われる。本郷は、彼らクワガタムシやカブトムシは華やかな模様や大きな鳴き声などといった目立った求愛行動を有さないため、異性との出会いの場はもっぱら樹液などの餌場であり、オスにとってはこの餌場に居座ることがメスとの交尾の成功に直結すると評している。街灯に飛来した雌雄がその場で交尾する場合もある。
オスとメスが餌場で出会うと、オスはメスの背中を触角で触って求愛行動を行い、やがてメスの背中の上に乗るマウント状態に入り、交尾器を伸ばしてメスの交尾期に挿入しようとする。交尾する際、オスは逃げようとするメスの前方を大顎で塞ぐ場合がある。この時、メスは自身の脚でオスの脚や交尾器を蹴る拒否行動を取ることもあるが、交尾が成功せずオスとメスが離れる場合もあれば、半ば強制的にそのまま交尾が成功する場合や、メスが拒否行動を取らずに交尾に至る場合もある。岡田泰和・長谷川英祐らの研究によれば、メスが交尾時に拒否行動を取る確率は80％程度であるが、本郷によればこの数字は、カブトムシのメスが交尾の拒否行動を取る確率である98％に比べると著しく低い。またカブトムシは交尾後にオスがメスを投げ飛ばして餌場から排除するが、ノコギリクワガタは交尾終了後もオスがメスを追い払うことはなく、しばらくメスの背中に覆いかぶさったままでいることが多い。この行動はオスがメスを守るための行動と考えられ、ガード行動とも呼ばれる。本郷はノコギリクワガタのオスがこのような行動を取る理由について、最初に交尾したオスが可能な限り長時間メスをガードし、他のオスと交尾させないことで、自身の精子による受精を確実にするためではないかと考察している。

#### 産卵

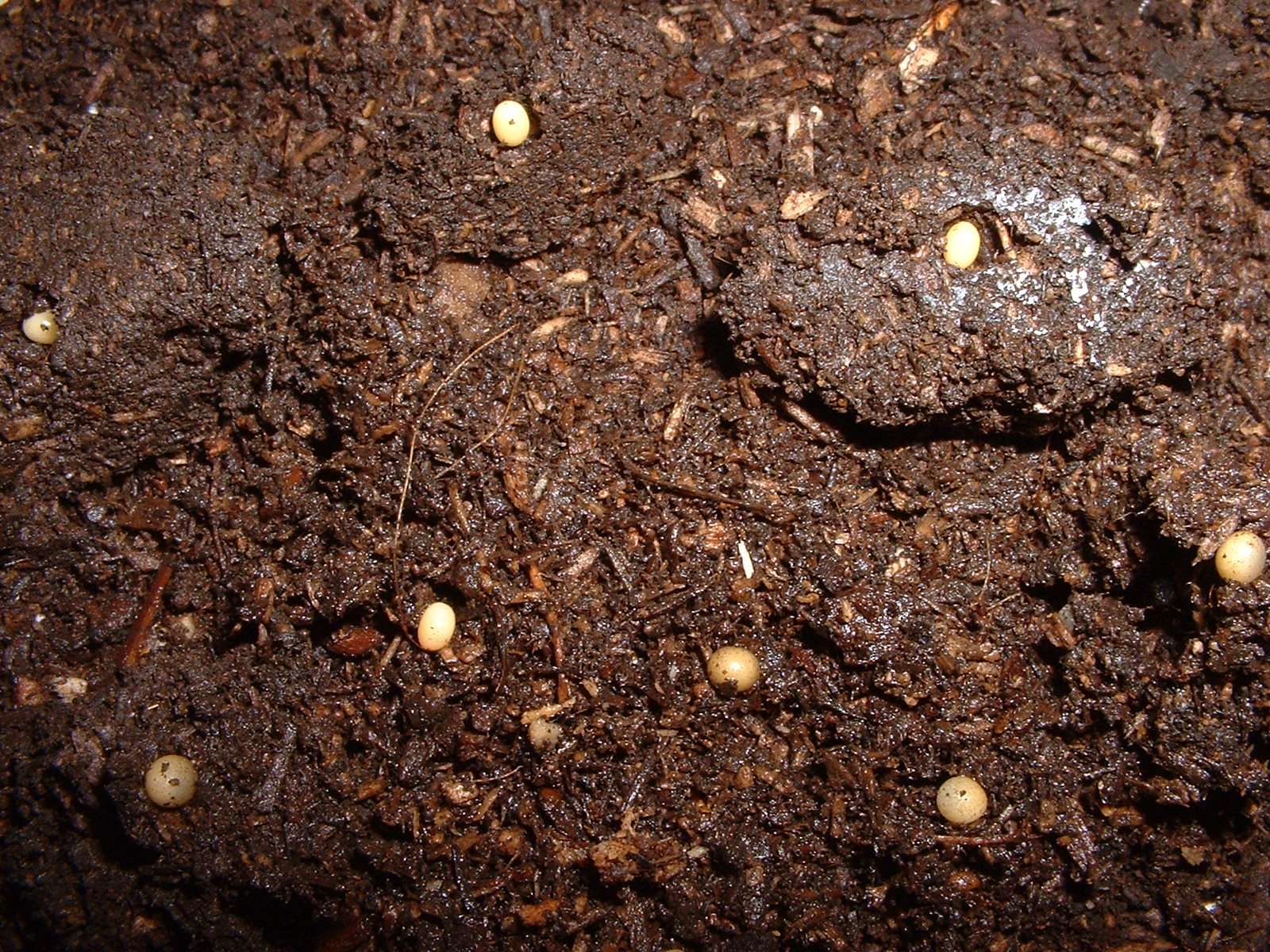
卵

メスは交尾後、地下に埋もれた朽木もしくはその周辺の土に産卵する。自然界ではクヌギ・コナラ・ヤナギ類など広葉樹の白色腐朽した立ち枯れの根際に潜り、地下に埋もれている根の腐朽部表面に産卵することが確認されている。また天然の立ち枯れ木だけでなく、シイタケの原木栽培に用いられるクヌギなどの「ホダ木」に産卵することも多い。シメジの原木栽培に用いられたエノキの廃ホダ木や、湿度の高い大木の樹洞の底に産卵する場合もある。小島はノコギリクワガタの産卵に適した朽木とは、地下の朽木というよりも、湿度が高く腐朽の進んだ朽木であろうと述べている。
メスは大顎で朽木に穴を開けてそこに産卵する場合もあるが、朽木そのものに産卵するのではなく、土中の朽木の表面に泥を固め、泥の中に産卵する場合もある。朽木に穴を開けて産卵する場合、メスは腹部の先端を穴に挿入し、産卵管を伸ばして卵を産み付け、後脚を使って木屑で穴を埋め、最後に大顎で埋めた穴の表面を均す。一方でコクワガタの場合は、地表に横たわっている湿った朽木の表面に大顎で穴を開けて産卵するが、このようにノコギリクワガタとコクワガタはそれぞれ異なる場所に産卵することで棲み分けを図っていると考えられる。ノコギリクワガタの1頭のメスによる産卵数は30 - 50個程度におよぶと考えられる。メスは1個産卵するために約2時間をかける。なお、メスは飼育下では栄養が不足すると自分が産んだ卵や孵化した幼虫を捕食する場合がある。
人工繁殖の場合、柔らかめの産卵木（産卵用の朽木）を好むとされる一方、産卵木よりも発酵マットに産卵することの方が遥かに多いという文献もあり、一例としてコナラの朽木と土を入れた水槽に雌雄の成虫を入れたところ、1か月後に土中から多数の卵と1齢幼虫が見い出せたが、朽木には産卵された痕跡はなかったという報告がある。このことから、立ち枯れの腐朽した根の周辺の土中にも産卵するものと考えられる。また飼育ケースに産卵木を入れなくても、ケースの底に発酵マットを堅く押し込んでおけば産卵する傾向にある。一方で小島は、自然界には発酵マットに相当する環境が少ないことや、ノコギリクワガタのメスの大顎は同じように地下に埋もれた朽木から幼虫が見つかることの多いミヤマクワガタのメスより、立ち枯れの地表部で幼虫が見つかることの多いオオクワガタのメスの大顎に近い形状になっていること、また高湿度の朽木を与えると積極的に穿孔して朽木内に産卵することから、元は朽木に大顎で穴を開けて産卵する種であろうと指摘し、発酵マットのみで産卵させるより、発酵マットに未発酵のマットを半分程度まで混ぜたり、マットの中に3日間程度水没させた軟らかい朽木を埋めたりした方が産卵数が多くなると述べている。ミヤマクワガタやノコギリクワガタなど、立ち枯れの地下部分や倒木の下に潜り込んで産卵する傾向が強いクワガタムシは発酵マットの代わりに黒土を産卵床として用いると産卵が誘発されるようだという文献もある。
稀にスギやヒノキといった針葉樹の朽木にも産卵する場合があるが、幼虫がこれら針葉樹の朽木を食す場合は、ヤニなどの成分が分解されている場合に限られる。

### 幼虫
クワガタムシ科の昆虫の幼虫は硬いオレンジ色の頭部と、軟らかくて長いC字状の白い胴体を有する体型で、ジムシ（コガネムシ科の幼虫）に酷似しているが、コガネムシ科の幼虫とは異なり、腹部の末端に2つの丸いいぼ状の膨らみがある。幼虫の体全体の約7割を腹部が占めている。
3齢幼虫の場合、幼虫の頭蓋はオオクワガタと同じく濃いオレンジ色で、幅は5 - 11 mm程度である。頭楯は黄褐色だが、先端部の縁は色が薄くなる。また頭蓋線内側には太くて目立つ刺毛が左右に各2本あり、頭楯にも左右に各2本の刺毛があるが、頭蓋と頭楯の接合部中央には目立った刺毛はない。気門は濃いオレンジ色で、オオクワガタの幼虫と同様に第1気門は強く湾曲するが、第2気門はより縦長で横幅がない点で区別できる。また気門下部の小隆起や肛門の左右は淡褐色になっている。

#### 孵化
卵は秋に孵化して1齢幼虫（初齢幼虫）になる。産卵から孵化までの日数は、夏季は約20日間、秋季は45 - 100日程度である。産卵直後の卵は約2 mmの楕円形だが、産卵から約10日後には3 mm程度に膨張して丸みを帯び、産卵から約3週間で孵化する。
孵化直前（産卵から約2週間後）になると、卵の殻の中で幼虫の体が透けて見えるようになり、特に大顎の先端部分が2個の黒い点のように目立つようになる。孵化直後の幼虫は体長約5 mmもしくは約8 mmで、孵化直後はまだ頭部が白くて軟らかく、頭部が硬化して茶褐色に色づくまでの約1日間は孵化した場所から動かない。

#### 幼虫の生育

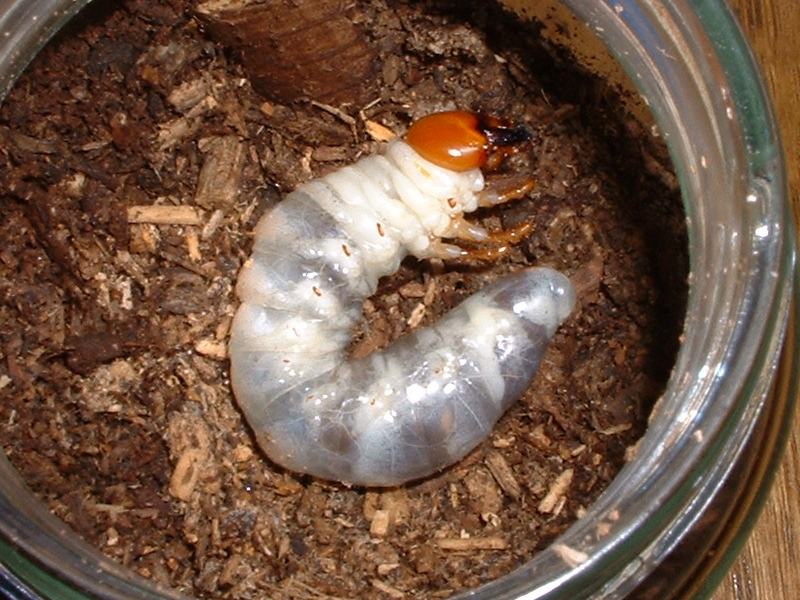
3齢幼虫

野外での幼虫期間は1年から2年で、通常は約2年である。卵から孵化した直後の幼虫は1齢幼虫もしくは初齢幼虫と呼ばれ、蛹化までの間に2回脱皮する。幼虫は1回目の脱皮で1齢幼虫から2齢幼虫（若齢幼虫）に、2回目の脱皮で2齢幼虫から3齢幼虫（終齢幼虫）になる。脱皮する際、幼虫は体をポンプのように動かしながら頭部へ腹部からの圧力を加え、頭部の殻を割り、古い殻を脱ぎ捨てて脱皮する。脱皮直後の幼虫は頭部・胸部が脱皮前の段階に比べて数倍大きくなっている一方、胴体は逆に若干小さくなっているが、摂食を繰り返すにつれて胴体も頭胸部に合わせて大きくなる。大きく成長した幼虫は体長約8 cmになる。
夏に孵化した幼虫は、1齢幼虫から3齢幼虫の初期段階で1度目の越冬を行い、翌年に蛹化するものが多い。一方でオスの大型個体などは3齢幼虫で2度目の越冬を行い、その後蛹化する。幼虫は光が届かない朽木や土中に深く潜って生活しているため、気温の変化で季節の変化を知り変態する。幼虫は夏場に30℃近くの高温に晒されると死亡することがある一方、冬場に10℃以下の低温に晒されても死ぬことはないが、寒さが激しいと成長が停止する。

#### 幼虫の摂食活動
幼虫期間は成虫原基の発達のために重要な期間であり、この時期に長時間をかけて成虫原基細胞の数を増やせるか否かが、成虫時の大顎の発達度合いを左右することになる。幼虫は孵化後、土中を移動して立ち枯れや切り株の根など、地中に埋もれた朽木に食い入り、朽木を食べて成長する。幼虫は1齢や2齢の期間に比べ、3齢の期間が著しく長く、摂食量も3齢の時期が最も多い。幼虫は湿度の高い環境を好むため、飼育下で幼虫は飼育容器内に適した湿度が保たれていない場合、飼育容器の空洞部分まで上がってきて容器の蓋をかじり、脱出を図る場合がある。また幼虫は穿孔木の塩分・湿度の増加に強く、黒潮などの海流に乗って海を渡り、海岸に流れ着くことは不可能ではないという。小島はノコギリクワガタやミヤマクワガタなど、湿度の高い状態の朽木を好むクワガタムシは多少の塩分でもほとんど影響を受けないため、これらの種は幼虫が穿孔している朽木ごと海に流されても生存したまま海を渡ることができるが、乾燥した朽木を好み、過剰な湿度に弱いオオクワガタの幼虫は朽木ごと海に流されると死亡してしまい、海を渡ることはできないだろうと考察している。
幼虫はCの字状の体型を活かして狭い空間を回転しながら移動し、鋭い大顎で朽木をかじり、トンネルを掘り進むようにして朽木を食べる。3齢幼虫の大顎は太くて短く、その基部には臼状の歯があり、幼虫は鋭い大顎で噛み砕いた朽木の一部をこの歯で磨り潰して食べる。食痕（トンネル）の太さは約2 cmないし約3 cm程度になり、幼虫は朽木を食べた際に発生した食べかすや糞を、回転運動しながら自身より後方のトンネルへ押し固めるように詰めていく。小島は幼虫のこのような習性を「自家用のサイロ」を作る作業に例え、木屑の発酵を促して高栄養の食物を自ら生産しているものであると述べている。クワガタムシの食痕は生育条件の良い朽木では短くなり、生育条件の悪い朽木では長くなる。
消化しにくい朽木を栄養源として吸収するため、幼虫の体内には長い腸が入っているが、その腸内には無数のバクテリアや他鞭毛虫といった微生物たちが生息しており、彼らが朽木の分解を手助けしている。これらの微生物は幼虫が脱糞すると同時に体外に排出されるが、幼虫は朽木を食べる際に糞も混ぜ合わせて食べることで、排出された微生物を再び体内に取り込んでいる。幼虫は体が十分に成長してからも摂食活動を行い、栄養素を吸収して体の細胞を確立させているとされる。またコクワガタやヒラタクワガタ（ノコギリクワガタと同じく根食いの傾向がある）の幼虫は共生菌を利用した空中窒素固定により、成虫の体を構成するタンパク質の材料を生成する能力があることが確認されており、ノコギリクワガタを含む他種のクワガタムシの幼虫にも同様の能力がある可能性が指摘されている。この共生菌はクワガタムシの幼虫が分解した朽木内のセルロースを栄養源にしており、小島はこのような幼虫の習性（自らセルロースを分解し、それを糧に増殖した共生菌の力で空中窒素固定を行って栄養を吸収する）から、ノコギリクワガタやミヤマクワガタの幼虫は発酵マットのみで飼育するより、発酵マットに一定量の未発酵マットを混ぜて高湿度の環境で飼育した方がより大型化しやすい傾向にあると述べている。

#### 幼虫の食性
クワガタムシ科の昆虫の幼虫が食べる朽木の部位は種ごとに、含有水分量の少ない順に「立ち枯れ上部」「倒木」「立ち枯れや切り株の根部・倒木の地面埋没部分」に大別され、種によっては腐植土や泥状のフレークなどを食べる。また、朽木の腐朽型は朽木に寄生した菌の種類によって白色腐朽材（白腐れ）、褐色腐朽材（赤腐れ）、軟腐朽材（黒腐れ）に大別される。本州の個体群はクヌギ・コナラの朽木を食べて生育するが、本州より大型化する傾向のある伊豆大島の個体群はツバキの朽木を食べて生育するため、このような食性の違いが大型化の要因の一つである可能性が指摘されている。
ノコギリクワガタの幼虫は、自然界では白色腐朽材の立ち枯れの根部や、倒木の地中埋没部を食べている。またバクテリアによって黒く朽ちた黒腐れ材を食べるとする文献もあり、腐朽材食性昆虫 (saproxylic insects) と腐植食性昆虫の中間的な立ち位置にあると考えられている。特に地面に埋もれた朽木の下部など、よく腐朽して湿気を含んだ軟らかい部分や、広葉樹の切り株根部に多い。またノコギリクワガタの幼虫たちは1つの朽木に集団で入っていることが多く、1本の立ち枯れの根を食い尽くした中から多数の幼虫が出てくる場合もある。切り株の根部からは10 - 20頭の幼虫がまとまって発見される場合がある。小島は同じ切り株に複数のノコギリクワガタの幼虫がいる場合、太めの根の1本ごとに幼虫が1頭ずつ入っていると述べている。根の中央付近よりも樹皮のすぐ下を好んで食べる傾向にある。今坂二郎 (2015) によれば1齢幼虫や2齢幼虫は軟らかい材部を食べていることが多いが、3齢幼虫は他の幼虫と寄り添うように食痕の中に埋もれながら生活する個体が見られるという。
このようにノコギリクワガタの幼虫が地下部を好んで食べるのは、他のクワガタムシ類の幼虫と競合することを避けるためと考えられている。同じ立ち枯れの地表部からオオクワガタの幼虫、地中部からノコギリクワガタの幼虫がそれぞれ発見される場合もある。また小島によれば、ノコギリクワガタやミヤマクワガタは厩堆肥（牛糞・馬糞などの分解が進んだもの）にメスが好んで産卵し、それを食べて成長した幼虫も大型の成虫になるため、牛馬の牧場付近ではこれらの種の大型個体が見られると述べている。

### 前蛹
3齢幼虫は初夏になると、楕円形の蛹室を作る。人工飼育下の場合、割り出しから5 - 10か月程度で蛹室を作り始めるが、低温管理して2年間幼虫として育てた場合は割り出しから約20か月程度かかる場合もある。蛹室を作る場所は朽木の中の軟らかい部位や、または朽木近くの土中で、小島 (1996) は3齢幼虫が地中の腐朽部を食い尽くした場合、地中に蛹室を作る場合もあると述べている。また筒井学は、湾曲した巨大な大顎を持つノコギリクワガタにとっては、朽木よりも土の方が軟らかく脱出しやすいため、ノコギリクワガタは土中で蛹室を作ると述べている。蛹室は羽化時に後翅や大顎などを伸ばしても壁にぶつからないよう、蛹の大きさに比して大きめに作られる。土中で蛹化する場合、地下1 m程度まで潜る場合も少なくない。
幼虫は蛹室を完成させると体内の糞をすべて排出し、「前蛹」になる。幼虫の体は次第に縮んでいってシワが目立つようになり、蛹室完成から約10日後には前蛹に変化する。前蛹は、曲がっていた体を伸ばして仰向けになっており、体内では幼虫時代の筋肉・消化器官が分解され、蛹になるための再構築が行われていると考えられる。前蛹期は大顎・頭部・胸部といった成虫の上半身の部位が急成長する期間で、特に大顎の発達の鍵を握る成虫原基が急成長する期間である。ハル (2015) は、幼虫期に高栄養・低温度の環境で育った幼虫は大歯型に、低栄養・高温度の環境で育った幼虫は小歯型になりやすい傾向にあると述べ、また前蛹期に低温環境にいた個体は大顎の成虫原基の成長期間が延長され、細胞増殖が盛んに起きることにより、大顎の湾曲が強く、上翅サイズも大きな成虫になる一方、逆に前蛹期に高温に晒された個体は大顎湾曲が弱くなり、上翅も小さくなると評している。小島によれば、山梨県産のノコギリクワガタの前蛹は初期から20-23℃で管理すると、3齢幼虫時点で10 g以上の幼虫が体長に関わらずすべて先歯型（大歯型）になった一方、23-25℃で管理したものは先述の条件下では先歯型になるような大きさのオス幼虫でも頭部の小さい個体や両歯型（中歯型）が羽化することがあり、25-30℃で管理した個体は産地によっては両歯型や長歯型になるようなサイズの個体でも長い大顎を有する原歯型（小歯型）になることがあったという。また蛹化時の大顎の伸長具合は蛹室の傾斜にも比例しており、頭部側が高い蛹室を作った個体は、ポンピングにより腹部から頭部に送られた体液が重力により、大顎の基部から先端部へ流れやすくなるためか、上半身が大きく膨らみ、大顎の先端部分が伸びて湾曲も強くなるという。
この前蛹期はクワガタムシの一生で最も天敵（後述）の襲撃を受けて死亡する個体が多い期間であり、コメツキムシや寄生蜂はこの前蛹期にクワガタムシを襲うことが多い。

### 蛹

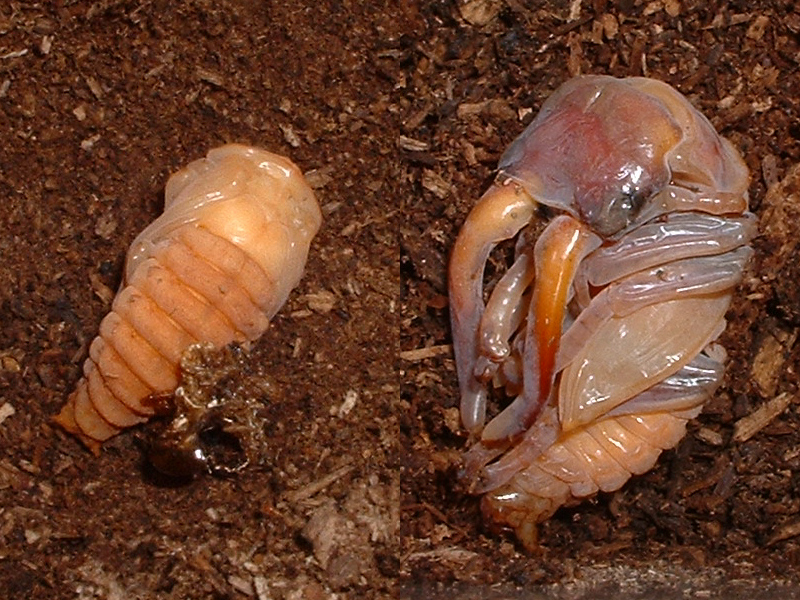
蛹

蛹室の完成から約10日後ないし約2週間後、前蛹は脱皮（蛹化）して蛹になる。蛹室を作り始めてから蛹化するまでの時期は約3週間である。前蛹は蠕動運動とともに脱皮を開始し、頭部から背中にかけて前蛹の皮膚に亀裂が走り、中から白い蛹の頭胸部が姿を見せる。大顎は前蛹の皮膚から抜け出すと、その直後から少しずつ膨張していき、大顎が抜け出ると脚・翅の部分も現れる。やがて蛹は体をくねらせながら幼虫の殻を脱ぎ捨てていき、開始から約15分後には脱皮を完了する。その後、蛹は腹部を活発に動かして体液を押し上げ（「ポンピング運動」）、約1時間後には腹部が縮み、逆に頭胸部が大きく発達した形に整う。翅や腹部は上半身とは異なり、蛹化後もしばらく成長するが、蛹化時に高温下に置かれた個体は蛹化時のポンピング運動が活発になることで頭部や大顎が大きく発達した成虫になりやすい一方、蛹化時も低温下に置かれていた個体はポンピング運動が鈍くなり、下半身の大きい成虫になりやすいとされる。
蛹は幼虫期に蓄えた栄養分を用いて体内で成虫の体を再構築する時期であり、腹部を回転させながら体勢を変化させるような動きしかできない。腹部の先端には小さな鉤爪上の器官があり、これを蛹室の壁に引っ掛けて体を回転させることで動く。また蛹の体には、腹部を回転運動されることで前胸後方縁と腹部後方縁との間に天敵を挟むことができる器官がある。蛹化した直後の蛹は白いが、その翌日になると透明感のある飴色に変化する。更に約1週間後には黄土色に変化し、成虫の複眼が黒く色づき始める。蛹化から約20日後には体内の成虫の頭胸部と足が赤みを帯びるようになり、羽化直前になるとさらに赤褐色に変化し、皮膚にはシワが入るようになる。そして羽化前日には蛹の尾端から、蛹の皮膚と成虫の体との隙間を埋めていた水分が排出され、蛹の皮膚はシワだらけで成虫の体に貼り付いたような状態になる。蛹の時点では、成虫の頭部は折れ曲がった状態で、また翅の部分は小さく収まっており、羽化する際に大きく伸びる。

### 羽化
蛹は蛹化から20日程度で羽化して成虫になる。自然界では羽化は6月から7月にかけての夕方から深夜に行われ、開始から約10分で完了する。飼育下では7月から8月にかけて羽化する場合が多い。なお蛹化・羽化の時期に急激な温度変化をすると蛹化不全・羽化不全の原因になる。
羽化を開始する際、蛹は頭部を少し持ち上げて脚を動かし、腹部を回転させて体の向きを仰向けからうつ伏せに変える。そして腹部を伸縮させることで蛹の皮膚を後ろにずらし、背面の頭胸部の中心の皮膚に亀裂が入ると成虫の体が露出する。次いで成虫は足を踏ん張って体を持ち上げ、翅と頭部をそれぞれを蛹の殻から引き出し、最終的に腹部の先まで脱皮する。そして脚を動かすことで腹側の殻を脱ぎ、大顎・触角も脚を使って蛹の殻を取り除いていく。またそれと同時に、腹部に入っている体液を縮んでいた上翅の隅々まで行き届かせることで上翅を伸ばし、腹部を上翅で覆う。腹部の殻をすべて脱ぎ終わると、同様に後翅を伸ばす。
羽化開始から約2時間後には折れ曲がっていた頭部が少しずつ伸びていき、それから約3時間後（羽化開始から5時間後）には上翅が少しずつ色づくと同時に、伸ばしていた後翅も上翅の下へ折りたたまれる。羽化から約1日後には赤褐色に色づくが、羽化直後は体はまだ軟らかく、体が硬化するまでには約1か月を要する。オオクワガタなどは羽化前に大顎が完全に硬化しているが、ノコギリクワガタは羽化が終了するまでは脚は完全に硬化している一方、大顎はまだ軟らかいままである。山口進はこの違いについて、両者の羽化場所（オオクワガタは朽木内、ノコギリクワガタは土中）に着目し、ノコギリクワガタは羽化後に土中から這い出すために脚が硬化していれば十分なため、羽化の段階ではまだ大顎が硬化していなくても問題ないのであろうと述べている。

#### 新成虫の越冬
以下の記述では幼虫期間がx年のものを「x年型」、また羽化した新成虫がその年は活動せずにそのまま蛹室内で越冬し、翌年の夏に活動を開始するものを「1越型」、逆に初夏に羽化した新成虫がその年の晩夏に活動するものを「1化型」と呼ぶ。
新成虫は羽化後、体が完全に硬化しても、その夏は外に出ることはなく、そのまま蛹室内で越冬し、翌年（孵化から3年目）の初夏に脱出して活動を開始する（2年1越型）ことが多い。しかし室内で常温飼育すると冬の温度が高いためか、孵化した翌年に蛹化する1年1越型になる場合が多く、野外でも1年1越型の個体がいる可能性がある。また基本的には1年1越型だが大型のオスは1年1越型であるとする文献、小型個体は1年1化型であるとする文献もある。飼育下では春先などの早い時期に羽化した場合、その年の8月ごろに活動を開始する場合もある。
茨城県つくば市では、飼育下ではメスや小型のオスになる幼虫は生育が早く、早いものは孵化してから最初の越冬前に3齢幼虫となり、翌年の春から夏にかけて羽化し、夏までに羽化した個体はその年の秋には活動を開始する。一方で大型のオスは成長が遅く、孵化から2年目の夏から秋にかけて羽化する。
新成虫は越冬時、地下の奥深くで過ごしており、地下50 cm以上の深い場所にいる場合もある。槇原寛や星元規により、大型のオス成虫がケヤキの切り株やクヌギの立ち枯れの根元で団子状になって集団越冬していた事例が観察されているが、これは大型のオスの場合、蛹室内では大顎が邪魔になるため、羽化直後に蛹室を出て越冬場所（切り株の根の間など）に移動するのではないかという説が唱えられている。また集団になるのは、地中に蛹室を作れる場所や蛹室から出た成虫が落ち着ける場所が限定されるため、結果的に集団になるのだろうと考えられている。

### 天敵など
自然界でクワガタムシの天敵となる生物は、成虫の場合はカラス・アオバズクなどの鳥類、タヌキ・イタチなどの哺乳類、ヒキガエルなどといった捕食生物や、昆虫に寄生する糸状菌などが挙げられる。東京都内ではハシブトガラスがノコギリクワガタの成虫にとって主要な天敵となっていると考えられる（後述）。幼虫や蛹の天敵としては、朽木の中にいるクワガタムシの幼虫に寄生するツチバチの一種アカスジツチバチや、幼虫が肉食性であるコメツキムシの仲間（オオクシヒゲコメツキなど）が挙げられる。
またクワガタムシのメスは、産卵のために養分を得る目的で他のクワガタムシの幼虫を捕食する場合があり、野外でコクワガタのメスが朽木内にいたクワガタムシの幼虫を捕食していた写真記録がある。山口進は60 cm幅の水槽でオオクワガタやノコギリクワガタ、コクワガタを過密状態で飼育していたところ、オオクワガタのオス1頭とメス2頭がノコギリクワガタのオス1頭を襲って捕食し、気づいてから約20分程度で腹部を食べ尽くしたという旨を報告している。
成虫は天敵の鳥から身を守るため、樹に震動が加わると跗節の感覚毛で震動を感じ、擬死して落下してくる習性がある。この習性を利用し、クワガタムシがいそうな木を足で蹴ったり、大きい槌で叩いたりして木に震動を与え、落下してきたクワガタムシを採集するという方法があり、古くから少年たちにこの方法で採集されていた。このような習性は人間だけでなく、クワガタムシを捕食するカラスにも利用されているが、カラスは木を揺らして落ちてきたクワガタムシを捕食する際、落ちてきたクワガタムシを見失うことがないように下草が生えていない場所を選ぶ。しかしクワガタムシは震動を与えれば必ずしも落ちてくるとは限らず、強風の日などは木を揺らしても落ちてこない場合もある。ノコギリクワガタの場合、朝に高く伸びたクヌギやコナラを木槌で軽く叩くと木から落ちてくる場合が多い。
また成虫は夜間、人間の出す明かりに気づくとオスの場合は威嚇のポーズを取る一方、メスの場合は明かりから逃げ出そうとする場合がある。

## 分類
本種のタイプ産地は静岡県下田市で、ロシアの昆虫学者ヴィクトル・モチュルスキーが1857年に Lucanus 属の一種として記録した。その後、1862年にはモチュルスキーによって創設された Psalidoremus 属に再分類され、本種だけでなく日本産の4種（ハチジョウノコギリクワガタ・アマミノコギリクワガタ・ヤエヤマノコギリクワガタ）と台湾のタカサゴノコギリクワガタも同属に分類されていたが、その後の研究により、日本の研究者たちの間では Prosopocoilus 属に分類されることが多くなった。これら5種に共通する特徴として、大型のオス成虫の大顎が強く湾曲する点や、メス成虫は体高が高くて丸みを帯び、各脚脛節が先端に向かうほど幅広くなるという点が認められる。なお、これら5種はいずれも近縁種であると考えられており、飼育下で種間交雑による雑種が誕生した事例も報告されている。

### 亜種
ノコギリクワガタは名義タイプ亜種の他、以下の複数亜種に分類されている。名義タイプ亜種を含むと亜種数は6もしくは7（御蔵島の個体群を伊豆諸島南部亜種とは別亜種とした場合）である。
なおハチジョウノコギリクワガタ P. hachijoensis Nomura, status nov. は1960年、野村鎮によってノコギリクワガタの八丈島亜種 ssp. hachijoensis として記載されたが、市川敏之がその特異な特徴・生態に着目して研究を進めた結果、1985年にノコギリクワガタの亜種ではなく独立種とされた。しかし2022年時点でも、ハチジョウノコギリクワガタとノコギリクワガタの間には種を分けるほどの差はないとする文献が出ている。伊豆諸島のクワガタムシと本土各地のクワガタムシのDNAを調査した荒谷邦雄によれば、ハチジョウノコギリクワガタとノコギリクワガタは外見や生態が著しく異なるものの、遺伝的な差はさほど大きくなく、数万年前に共通の祖先から枝分かれした種であるという。
また南西諸島のトカラ列島から久米島にかけて分布するノコギリクワガタ類の種はアマミノコギリクワガタ P. dissimilis (Boileau, 1898) に、八重山諸島（石垣島・西表島）に分布する種はヤエヤマノコギリクワガタ P. pseudodissimilis Y. Kurosawa, 1976 に、台湾に分布する種はタカサゴノコギリクワガタ P. motschulskyii (Waterhouse, 1869) にそれぞれ分類されており、いずれも日本本土に分布するノコギリクワガタとは別種として扱われている。
大隅諸島黒島亜種 P. i. kuroshimaensis Shimizu et Murayama, 2004 
クロシマノコギリクワガタとも呼ばれる。タイプ産地および分布地は鹿児島県大隅諸島黒島（三島村）。体長はオスで29.5 - 69.7 mm、メスで25.0 - 41 mm。野生下における最大個体は、2009年7月に採取された体長69.7 mmのオス成虫である。飼育下ではオスの最大個体は体長74.0 mm。
原名亜種に比べて大顎は短く湾曲が強い。体全体に光沢があり、特に上翅は原名亜種に比べて光沢が強い。脚は細長く、中・後脚の脛節に生えている棘は小さい。通常は赤褐色型だが、完全な黒化型も出現する。土屋利行 (2016) によれば、赤褐色型と黒褐色型の比率は10：1だという。
6月から9月に発生し、7月中旬から下旬にかけてピークを迎える。山間部のタブやスダジイの樹液に集まるほか、夜間は灯火にも飛来する。個体数は非常に多いが、三島村では条例で昆虫採集が禁止されている。
大隅諸島硫黄島亜種 P. i. mishimaiouensis Shimizu et Murayama, 1998 
ミシマイオウノコギリクワガタとも呼ばれる。
タイプ産地および分布地は鹿児島県大隅諸島硫黄島（三島村）。体長はオスで27.5 - 68.8 mmないし69.3 mm、メスで24.5 - 35 mm。野生下における最大個体は、1999年7月に採取された体長69.3 mmのオス成虫である。飼育下ではオスの最大個体は体長73.8 mm。
原名亜種に比べて大顎は太く、やや湾曲が弱い。原名亜種では体長50 mm程度で大歯型になるが、本亜種はその程度では大歯型にならず、体長60 mm前後を境に大顎の湾曲が強くなる。体色は赤褐色から黒褐色だが、黒褐色の個体は稀である。体の表面は光沢がやや強いが、黒島亜種ほどではない。脚の跗節が細長い。
幼虫は広葉樹の朽木根部や地中に埋もれた倒木に見られ、特にヤブツバキで観察できる。ツバキ畑のある集落に多く、そのような場所以外では極端に個体数が減少する。成虫は7月から11月にかけて発生するが、個体数がやや少ないことに加え、島内には樹液を出す木も少ないためか、自然状態で本種を観察することは困難とされている。アカメガシワの樹液や灯火、果物トラップに集まった姿が観察されている。
口永良部島亜種 P. i. kuchinoerabuensis Shimizu et Murayama, 1998 
クチノエラブノコギリクワガタとも呼ばれる。
タイプ産地は鹿児島県大隅諸島口永良部島。体長はオスで25.8 - 71.0 mm、メスで19.2 - 38.9 mm。野生下における最大個体は、2007年7月に採取された体長71.0 mmのオス成虫である。飼育下ではオスの最大個体は体長74.0 mm。
原名亜種に比べて頭部がやや小さく、大顎もやや細長くて湾曲が弱い。硫黄島亜種と同じく、原名亜種なら大歯型になる体長50 mm程度でも大歯型にはならない。体はやや細長く、光沢がやや強い。跗節は細く、中脚脛節の棘は痕跡的である。
幼虫は広葉樹の朽木の地面に接した部分から得られる。成虫は6月から9月にかけて発生、7月中旬に発生のピークを迎える。雌雄ともタブノキの樹液や灯火・果物トラップに集まっている。個体数は多いがほとんどが小歯型で、大歯型はほとんど見かけない。
伊豆諸島南部亜種 P. i. miyakejimaensis Adachi, 2009 
原記載では和名は提唱されなかったが、仮称としてイズノコギリクワガタ、もしくはミヤケノコギリクワガタとも呼ばれる。
伊豆諸島の新島・式根島・神津島・三宅島・御蔵島に分布する。タイプ産地は三宅島で、亜種名は三宅島に由来する。
体長はオスで25.6 - 69.4 mm、メスで24.0 - 38.0 mm。確認されている最大個体は神津島で採取された体長69.4 mmのオス成虫である。神津島では大型化する傾向にあるが、三宅島では体長60 mm超の個体は稀である。山崎によれば、三宅島では2013年時点で50 mm超の個体は少なく、採集される個体はほとんどが小歯型であるという。
原名亜種に比べてオスの大顎は太短く、より内側に湾曲する。また小型個体のオスは大顎の内歯が少なく、不明瞭とされる。前胸側縁は丸みを帯び、体色は黒化したものが多く、全身に赤味のある個体は稀である。
しかし原名亜種との差異は軽微とされ、研究者によっては本亜種を原名亜種と同亜種として扱う場合がある一方、御蔵島産の個体群を本亜種とはさらに別の御蔵島亜種（ミクラノコギリクワガタ） P .i. mikuraensis Matsuoka et Takatoji, 2010 として区別する場合がある。同亜種を報告した松岡進樹・高都持佑輔は、伊豆諸島南部亜種については原名亜種のシノニムとして扱うべきだろうと述べ、大島・利島の個体群と合わせて「伊豆諸島北中部型」という型であるという説を提唱している。御蔵島産のものは原名亜種に比べ、以下の特徴がある。
オス - 体長は29.6 - 61.8 mm。体色は暗赤褐色から黒色で、体全体の光沢がより強い。大顎はやや細短く、大型個体では大顎の湾曲がなだらかな点、小型個体では内歯が発達せず鋸状にならない。脚は細長い。上翅の先端が丸みを帯びる。交尾器の基節が伸長しやや大きい。
メス - 体長は25.2 - 36.4 mm。体色は黒褐色から黒色で、光沢が強い。前胸背板から上翅の点刻は深く、非常に粗い。脚は細長く、中脚・後脚の脛節にある突起はやや弱い。半腹板が幅広い。
6月から9月に発生し、7月中旬に発生のピークを迎える。オオバヤシャブシ、カラスザンショウ、タブ、アカメガシワなどの樹液に集まり、灯火にも飛来する。新島・神津島ではそれぞれ非常に個体数が多いが、三宅島・御蔵島では少ない。山崎によれば三宅島では噴火後の2006年には個体数が多かったが、年数が経過するにつれて少なくなっているという。また式根島でも新島ほど個体数は多くないと考えられる。なお御蔵島では条例により、昆虫採集が禁止されており、神津島でも島内すべての動植物の持ち出しが禁止されている。
ヤクシマノコギリクワガタ P .i. yakushimaensis Adachi, 2014 
原記載は『KOGANE』第15号1-6頁。鹿児島県大隅諸島屋久島に分布する。体長はオスで25.0 - 69.3 mm、メスで22.7 - 35.0 mm。野生下における最大個体は、屋久島で2009年7月に採取された体長69.3 mmのオス成虫である。飼育下ではオスの最大個体は体長67.0 mm。
ミシマイオウノコギリクワガタ、クチノエラブノコギリクワガタ、クロシマノコギリクワガタがそれぞれ名義タイプ亜種と別亜種とされて以降も、屋久島・種子島の個体群は引き続き名義タイプ亜種の九州南部離島型として分類されていたが、阿達直樹が形態や交尾器の形状などを観察した結果、屋久島の個体群については既知の亜種とは明確に区別できる特徴があるとして、新亜種として記載したものである。
原名亜種に比べてオスの大顎の湾曲が強く、大顎は短い。大顎の左右への湾曲は強いが、上下の湾曲はやや少ないと表する文献もある。大歯型がより体長の小さな個体でも出現する傾向にあり、体長50 mm程度で大歯型になる個体もいる。大歯型のオスの場合、最大内歯がやや後方を向き、また先端から最大内歯の間に位置する小内歯は少ない。体はやや光沢が強いが、大隅諸島産の他3亜種よりは弱く、明るい赤色の個体が多い。特に上翅部は赤みの強さが著しい。雌雄とも体型は幅広く、楕円形である。オスの交尾器は名義タイプ亜種や伊豆諸島南部亜種と比べて細長い。中脚脛節外縁の棘は小さいがはっきりと認識できる一方、後脚の脛節外縁の棘はオスの場合は痕跡的である（メスの場合は小さいがはっきり認識できる）。種子島では大歯型の出現率は低くないが、体長65 mm超の大型個体は少ないという。
6月から9月に発生し、7月中旬に発生のピークを迎え、7月下旬以降は個体数が減少する。クヌギ・タブ・ミカンの樹液や街灯、バナナトラップなどによく集まる。屋久島では平地から標高500 m程度までで多数見られる。

## 人間との関わり
縄文時代の遺跡から発掘されているクワガタムシの化石にはノコギリクワガタが多いことから、ノコギリクワガタはその当時から日本の里山に多数生息していたものと考えられる。
日本ではクワガタムシは、カブトムシやチョウとともに古くから人々に親しまれている昆虫である。江戸時代後期の1811年（文化8年）に発行された栗本丹洲の『千蟲譜』では独角僊（カブトムシ）の「異品」としてクワガタムシが取り上げられており、ノコギリクワガタ・コクワガタ・ミヤマクワガタと思われる3種類のクワガタムシのオスの図が掲載されている。
鈴木良芽はノコギリクワガタを含むクワガタムシという昆虫について、オスの持つ大顎を始めとしたフォルムの格好良さなどから、昆虫の中でもカブトムシと並んで特に人々から愛され、採集・販売の対象になっていると評している。森上信夫はノコギリクワガタについて、クワガタムシの生活史を紹介する児童書で頻繁に取り上げられるなど、日本のクワガタムシの中では代表的な種類として扱われていると評し、その理由については希少種であるオオクワガタ、東日本や平野部には少ないヒラタクワガタやミヤマクワガタとは異なり、ノコギリクワガタは平地で普通に見られる大型種であるためだろうとしている。またノコギリクワガタが子供たちから人気を集めている理由については、精悍な風貌、カブトムシにも臆せず戦いを挑む荒々しい気性、都市部でも見られる身近さが要因であると述べている。また坂爪真吾はノコギリクワガタという種について、日本のクワガタムシを代表する高い知名度と人気を兼ね備えた昆虫であると評している。むし社の発行する季刊誌『BE・KUWA』はノコギリクワガタについて、コクワガタやミヤマクワガタとともに、日本における3大普通種と言える一般的なクワガタムシであると述べている。それ以外にもノコギリクワガタについては「カブトムシに並ぶ子供たちのヒーロー」という評価、日本産クワガタムシの中ではミヤマクワガタとともに子供たちの人気を二分する種であるとする評価、外国産のクワガタムシ・カブトムシ類の輸入が解禁される以前は常に書籍の表紙を飾るなど、特に人気の高いクワガタムシだったとする評価、オオクワガタをペットとして飼育することがブームになる以前は店で売られているクワガタムシの大半を占めていた種であるとする評価がある。
2012年時点でも、ノコギリクワガタは関東地方の平野部では普通種とされており、2023年時点でもコクワガタと並んで最も身近なクワガタムシとして紹介されている。1979年時点では、ノコギリクワガタはカブトムシのように大量飼育ができないためか、子どもたちの間ではカブトムシ以上に人気がある種であると解説されている。クワガタブームの中にあった1995年時点では、北関東・山梨県・長野県などの農家が副業で養殖したノコギリクワガタが東京で販売されていたことが報じられている。
伊豆大島では「クワガタムシ」というと単に本種のことを指し、それ以外のクワガタ（ミヤマクワガタ・コクワガタ・ヒラタクワガタ）が生息することはあまり知られておらず、地元の子供たちも本種にはさほど関心を示さないという。
シイタケの原木栽培の場では、クワガタムシの幼虫（特にコクワガタ）は完熟ほだ木の内部を食害してほだ木を弱らせる農業害虫として扱われる場合がある。広島県立林業試験場の報告によれば、ほだ木に加害することが確認できたクワガタムシ科の昆虫として、ノコギリクワガタ・ミヤマクワガタ・コクワガタの3種が挙げられている。

### 地方名
ノコギリクワガタの成虫を指す地方名としては、長野県南佐久郡にがんす、島根県仁多郡にたけだ、群馬県勢多郡・神奈川県足柄下郡・長野県佐久市にのこぎり、長野県佐久市にのこぎりかぶと、群馬県佐波郡にのこぎりっぱ、北海道によしつねという異名がある。また滋賀県大津市ではノコギリクワガタをへいけ、栃木県鹿沼市ではにしょうゆ、大阪府大阪市ではあかうしと呼ぶ。山口県ではクワガタムシ・コガネムシ類の幼虫をいだむしと呼ぶ。
小島はノコギリクワガタやミヤマクワガタを指す地方名として、前者はゲンジ、後者はヘイケという名称がよく使われると述べている。

### ノコギリクワガタを取り巻く環境の変化
小島啓史はノコギリクワガタについて、成虫が乾燥に強く、幼虫が埋没木を食べることから、東京都の港区や千代田区といった都心部でも幼虫の生育環境や成虫の餌場になる小規模な緑地があれば生息できるクワガタムシであると評している。また土屋利行 (2015) によれば、東京都内の新宿区や渋谷区でも採集できる場所があるという。
しかし2010年代時点では雑木林の過度な下草刈り・落ち葉除去などによる林の乾燥化、美化運動による朽木の撤去、河川敷の大規模な草刈り・牧草地化により、生息環境の減少・悪化が著しいことが指摘されている。小島は東京都市部で2003年までに、それまで少なかったヒラタクワガタが増加・大型化している一方、ノコギリクワガタが減少・小型化していることを指摘し、その原因として半透明ゴミ袋の普及によって個体数を増やしたハシブトガラスによるノコギリクワガタへの捕食圧と、局地的な温暖化（河川敷の伐採によって日光が遮られなくなることや、都市部のヒートアイランド現象など）により、大型オスは2年1化1越年を必要とすることが多いノコギリクワガタが早熟になって大型化しづらくなった一方、ノコギリクワガタと競合する環境では個体数を増やしづらい一方、もともと湿潤温暖な環境を好むヒラタクワガタにとっては生息しやすい環境になりつつあるためではないかと評している。東京都心では、新宿御苑や明治神宮の森といった照葉樹（スダジイ・カシなど）の極相林が残っている場所ではノコギリクワガタの大歯型が観察できるが、同じようにスダジイの極相林が残っていても、都内有数のハシブトガラスのねぐらになっている港区白金の自然教育園ではノコギリクワガタが確認できなくなっており、この森に生息していたノコギリクワガタの個体群はカラスの捕食圧により絶滅した可能性があると述べている。また都市近郊を流れる大河川の河川敷では、局所的なヒートアイランド化（ノコギリクワガタの生息域が川の高い護岸の内側に限定され、かつ冬季でも地中が高温に保たれている）でノコギリクワガタが早熟化する傾向にあることと、周辺の森林が破壊されたことで幼虫の餌となる朽木の供給量が減少したことにより、大型個体が減少していることや、ノコギリクワガタの個体数が多い山梨県北東部の里山でも標高600 m未満の低標高地では大型個体が著しく減少し、大型個体の多産する地点の標高が従前より標高の高い標高600 - 1,000 m程度の山間部（かつてはミヤマクワガタが優勢だった地点）へ移動しつつあり、そのような地点では同時にミヤマクワガタの大型個体が減少傾向にあると述べている。一方で東京都心での分布は局限されるが、皇居内では吹上御苑の果樹園やクヌギ林で比較的多く見られるという報告もある。
天野和利（時事通信社記者）は2023年、東京都心部の大きな公園はクヌギ・コナラ・シラカシなどクワガタムシやカブトムシの好む樹液を出す木が多いことや、彼らの幼虫の食物および住処となる朽木や腐葉土が積み上げられていることも多いことに加え、それらの公園では動植物の採集が禁止されている場合が多く、結果的にノコギリクワガタやカブトムシが繁栄しやすい環境になっていると評している。東京都の2013年版レッドリストでは区部で準絶滅危惧 (NT) に指定されていたが、2020年版では対象外となっている。

### 人工繁殖
ノコギリクワガタは2022年時点で、オオクワガタやヒラタクワガタ、ミヤマクワガタなどといった他の日本産の一般的なクワガタムシと同じく、累代飼育の方法が確立されている種である。
人為的に産卵させることは容易で、握って塊になる程度に湿らせた発酵マットで産卵木を埋めた状態の飼育ケースに交尾済みのメス成虫、もしくは雌雄ペアの成虫を入れておけば多数の幼虫が得られる。幼虫飼育は菌糸ビン・発酵マットのどちらでも可能であるが、今坂二郎は野外における幼虫の生態を根拠に、1 - 2齢の幼虫は栄養価の高い菌糸ビンで飼育し、菌糸の食べ具合を見て老齢（蛹化直前）の幼虫をマット飼育に切り替えるのが自然に近いと評している。菌糸ビンへの対応力がやや弱く、瓶に詰めてから約1か月ほどして菌糸が落ち着いたものを使うのが適切であるとする文献もある。またオオクワガタなどの飼育に用いた比較的新しい菌糸ビンの残りに完熟発酵マットを詰めたもので飼育しても好結果が得られる場合がある。
飼育温度については、1齢幼虫から3齢幼虫の初期段階までは20℃程度、3齢幼虫になったら18 - 20℃程度、蛹室を作り始めて以降は19 - 22℃前後が、大型個体を羽化させるための適温であるとしている。ハル (2015) も大型の成虫を羽化させるためには、幼虫を高栄養・低温度の環境で育成することにより、体の成長速度を抑えて閾値体重（変態が可能となる体重）を増やした上でそれへの到達を遅くし、前蛹期までは比較的低温で管理することが望ましいが、成虫の上半身のプロポーションを良くするためには、蛹化時に比較的高温（20 - 24℃程度）で管理することが望ましいと評している。

### 登場作品など
- 『甲虫王者ムシキング』シリーズ
- 『バトル昆虫伝』
- 『仮面ライダー剣』 - 同作に登場する仮面ライダーの1人である「仮面ライダーギャレン」はノコギリクワガタをモチーフにデザインされている[280]。
- 『帰ってきたウルトラマン』 - 同作に登場する怪獣「昆虫怪獣 ノコギリン」のデザインはカブトムシとノコギリクワガタがモチーフになっている[281]。